# Draak (fabeldier)

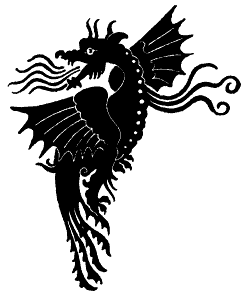
Draak uit de middeleeuwen, Nordisk familjebok

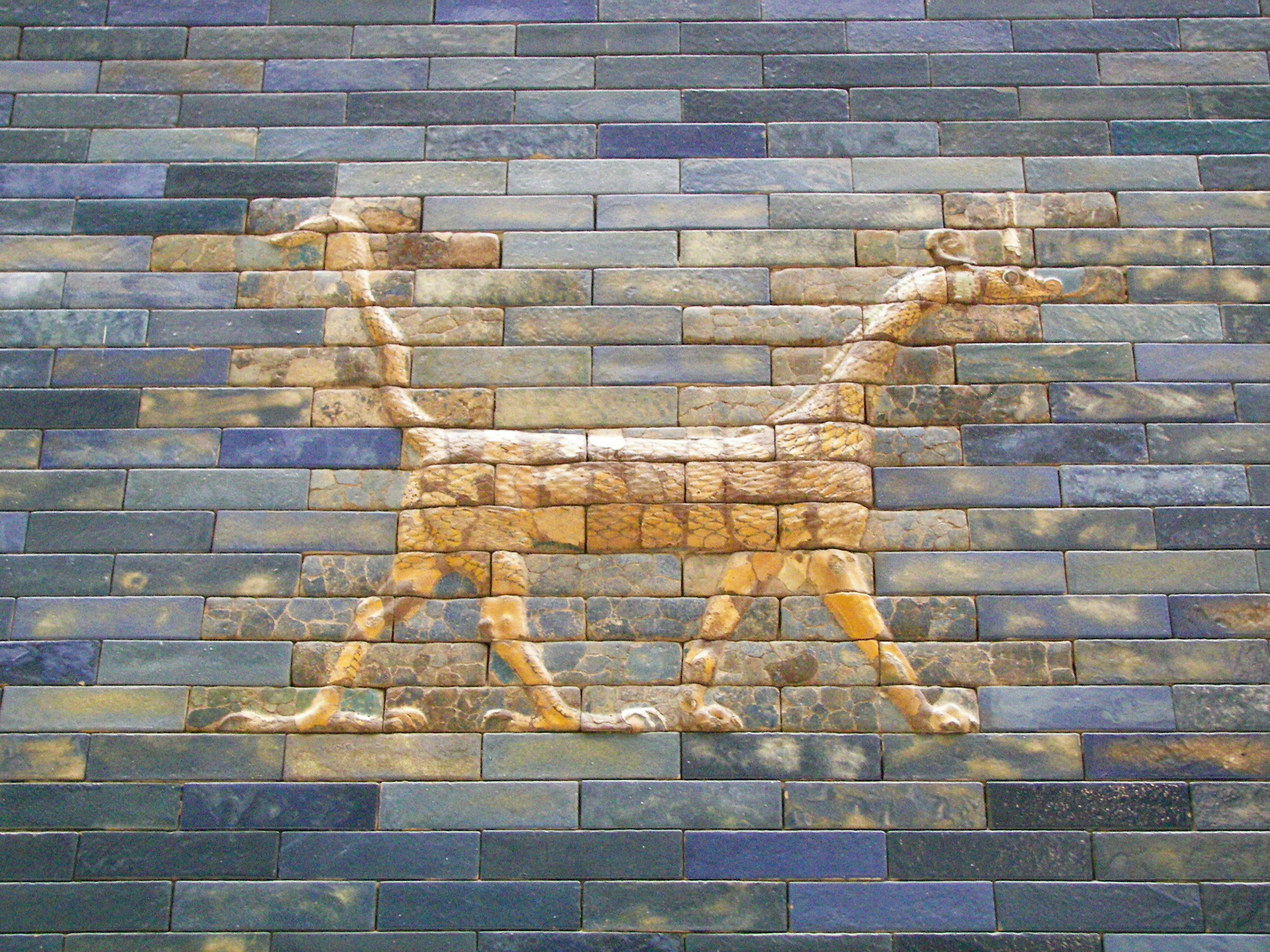
Een van de oudste afbeeldingen van een draak op de Isjtarpoort

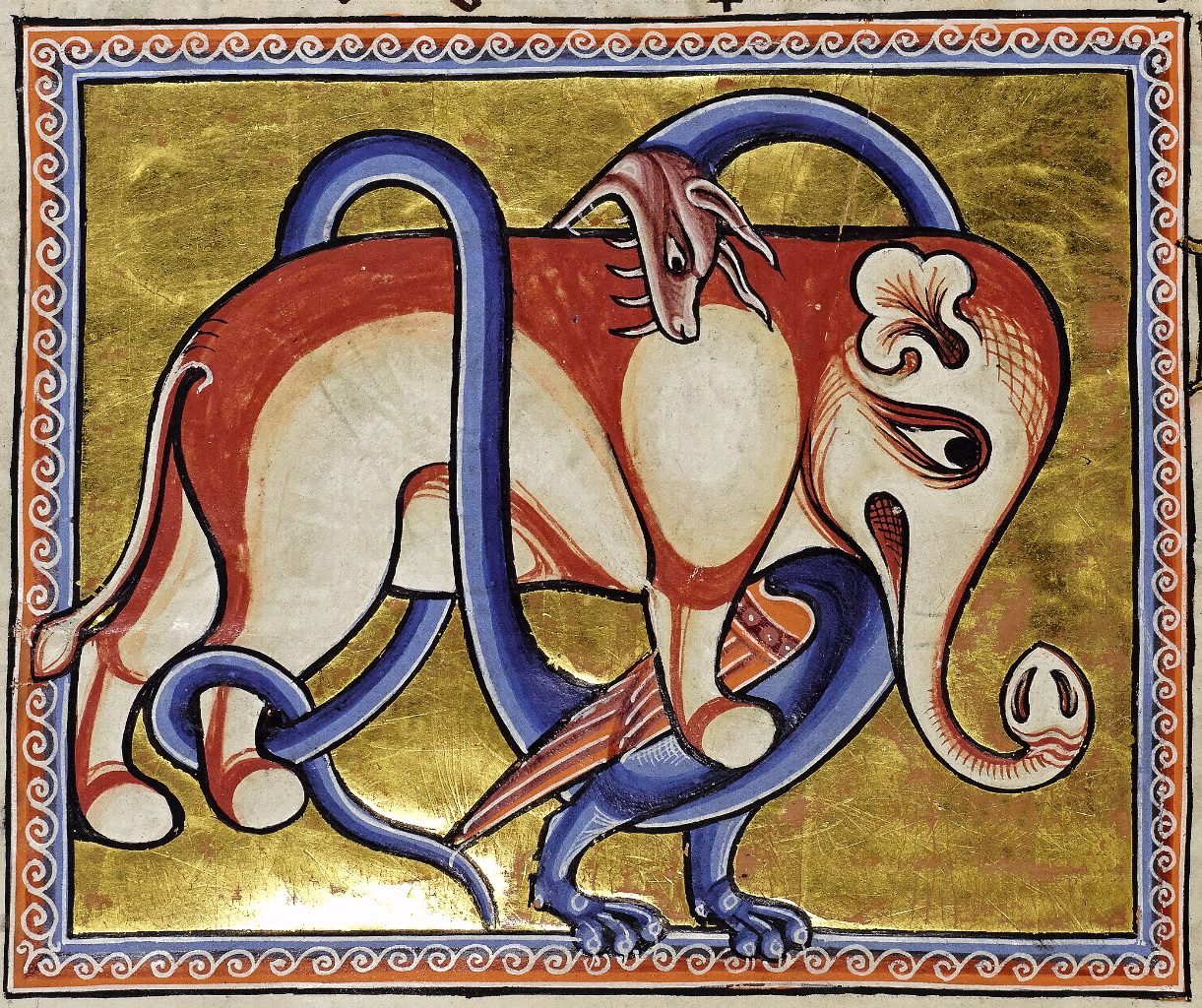
Een draak (zie ook Draak van India en Ethiopië) grijpt een olifant, afbeelding uit het Aberdeen Bestiarium, 12e eeuw.

Een draak is een (meestal groot) mythisch wezen met een slangachtig of anderszins reptielachtig lichaam. De draak speelt wereldwijd een rol in mythologieën. Het geloof in deze wezens ontstond mogelijk door de geringe kennis die oude culturen bezaten van de gigantische, prehistorische, 'draakachtige' reptielen. Het woord "draak" is afgeleid van het Griekse δράκων (drakōn), waarmee oorspronkelijk elk soort serpent werd aangeduid.

## Beschrijving
De Europese draak, afkomstig uit verschillende Europese mythologieën, verschilt in menig opzicht van de oosterse draak die afgeleid is van de Chinese draak. De draak wordt in het bijbelvers Openbaring 12:3 voorgesteld als een monster met zeven koppen, een uitbeelding die geïnspireerd kan zijn door de oude Mesopotamische iconografie.
De vorm en het uiterlijk van een draak variëren per overlevering. Een draak wordt vaak uitgebeeld met het lichaam van een slang of een krokodil; klauwen, soms de kop van een arend, leeuw of valk en met vleermuisvleugels. In Indië vindt men olifantsdraken en in China hertendraken.
Veel draken worden ook wel ingedeeld bij de serpenten. Ook worden ze in verband gebracht met visachtigen. De termen worden vaak door elkaar gebruikt. Zie ook bestiarium en het Visboeck.
Het geloof dat een draak vuur spuwde wordt soms toegeschreven aan het feit dat men een vallende ster ook draak noemde. Het spoor dat een vallende ster trok werd dan geassocieerd met de vurige adem van de draak. De draak komt vaak voor in middeleeuwse verhalen.

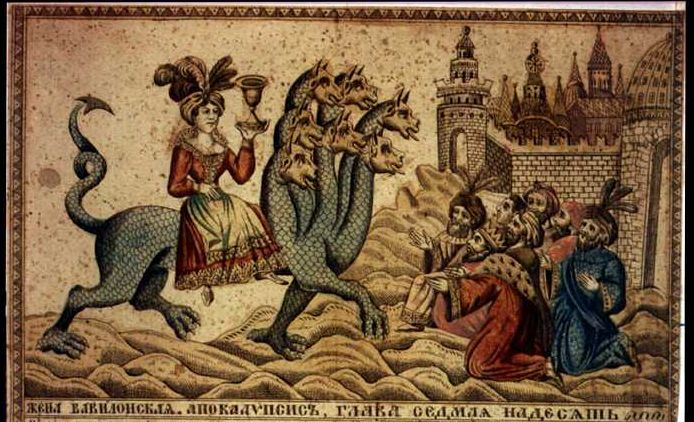
De hoer van Babylon op de zevenkoppige draak, ca. 1800
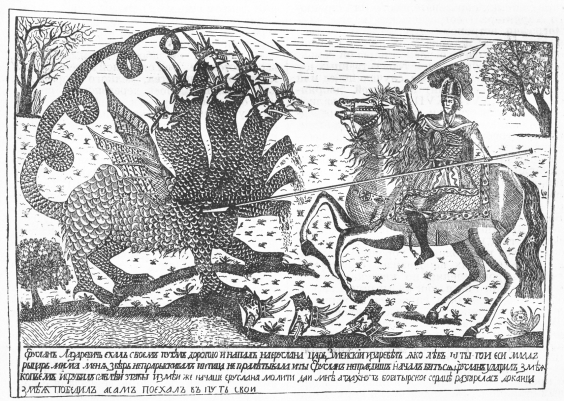
Tienkoppige Slavische draak, ca. 1700
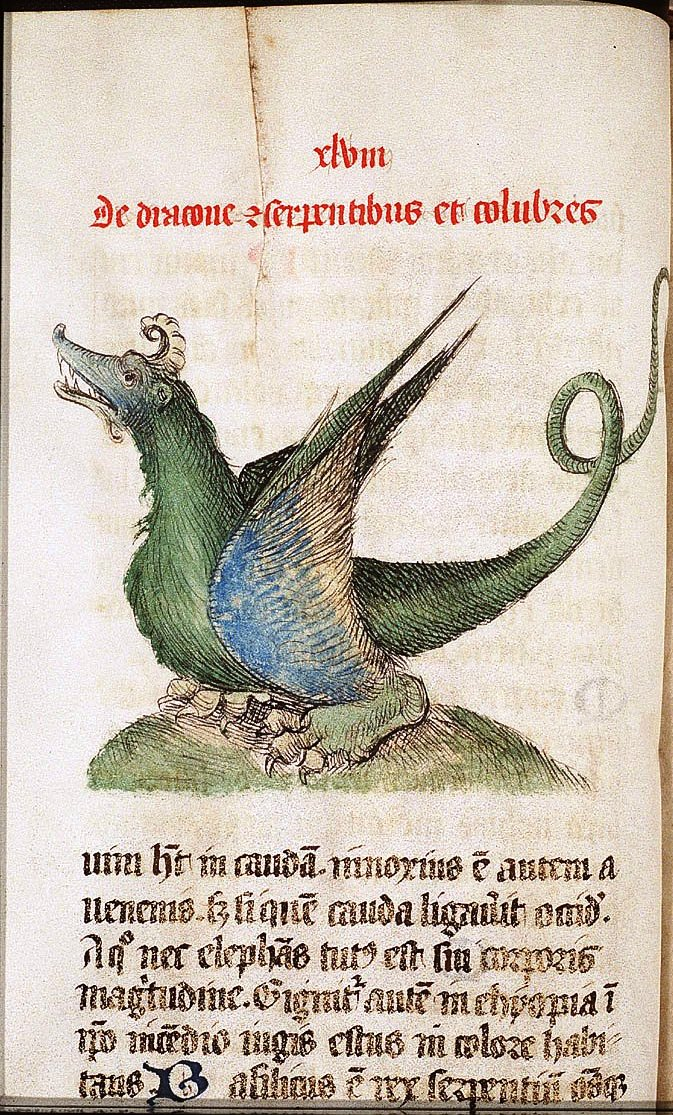
Draak, Liber floridus, 1460
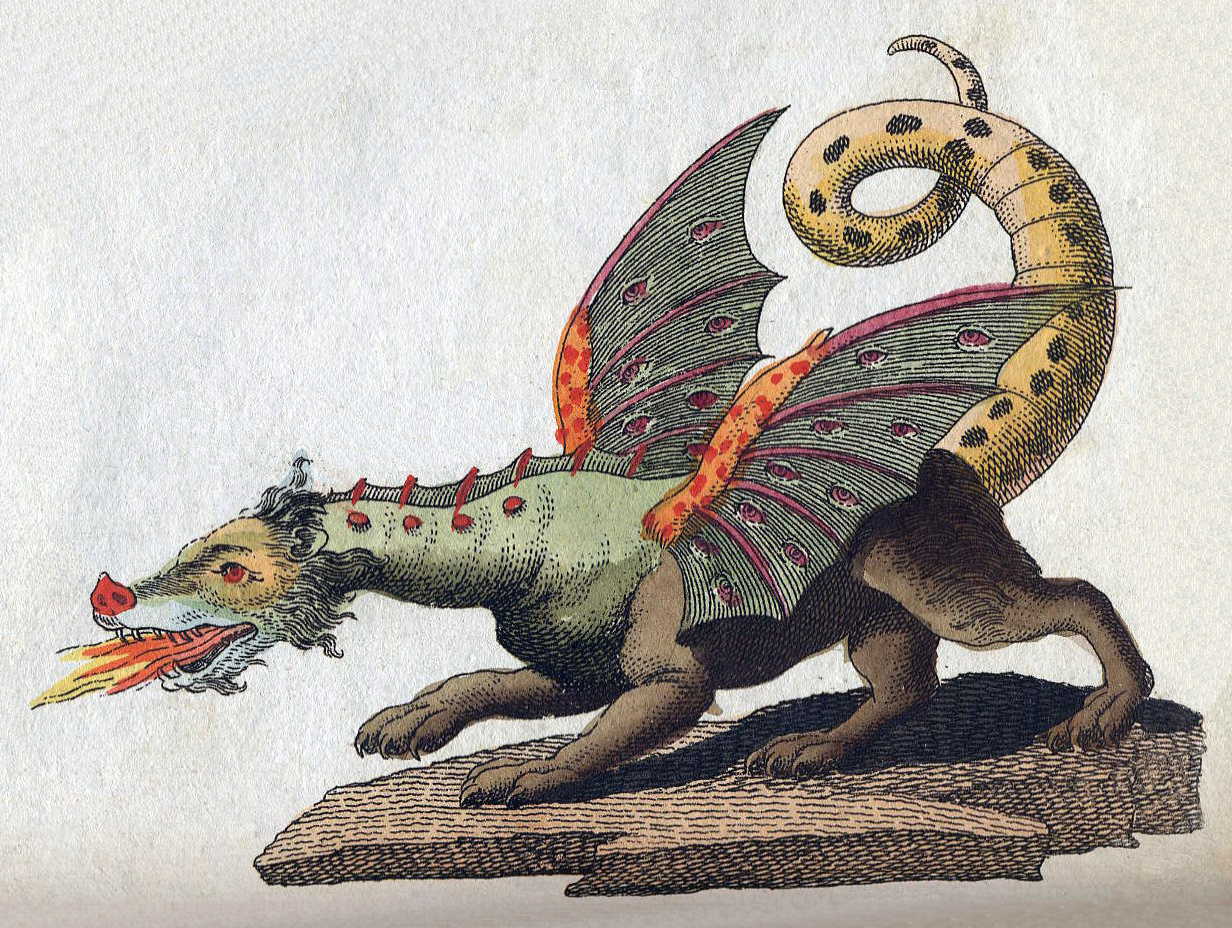
Vuurspuwende draak, 1806
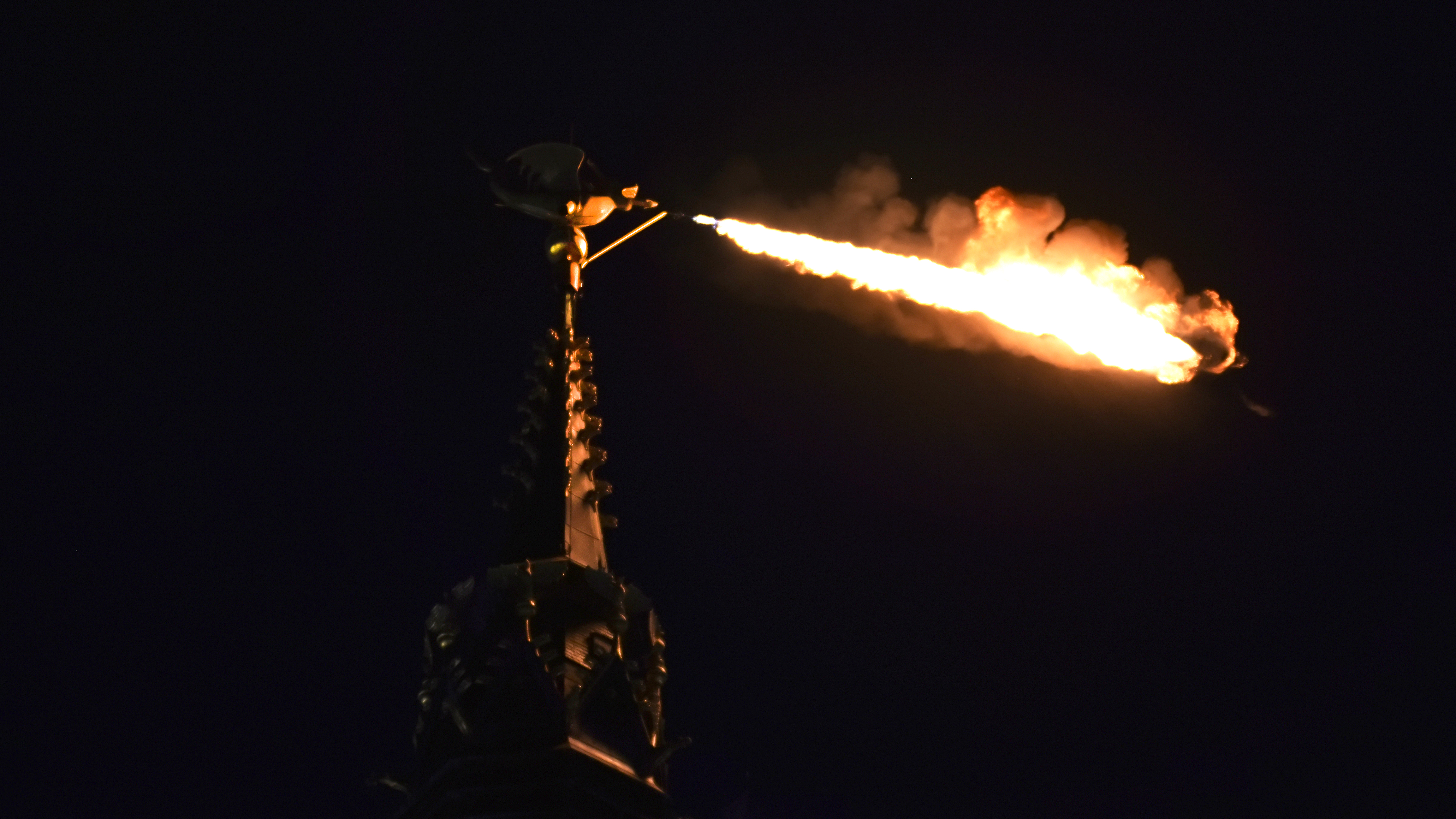
Vuurspuwende draak op het belfort van Gent tijdens de Gentse Feesten 2018

## Cultuurafhankelijke symboliek

Y Ddraig Goch van het wapen van Wales

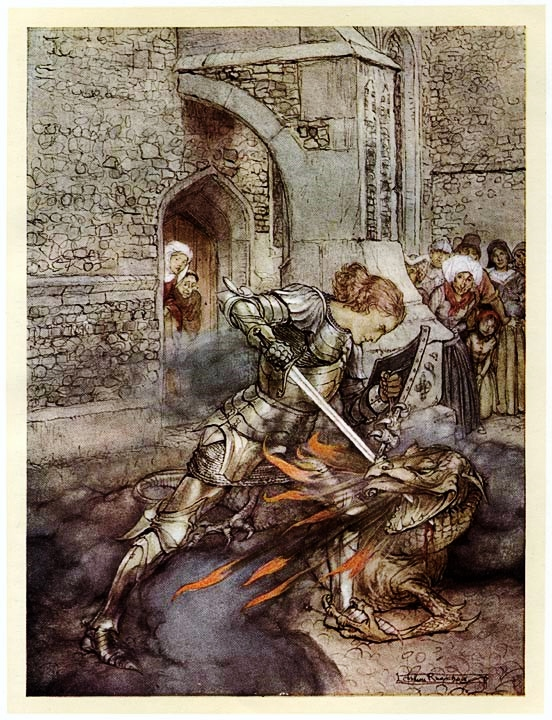
Lancelot vecht met de draak, Arthur Rackham

Draken symboliseren afhankelijk van de cultuur, verschillende krachten. In het voor-christelijke Europa gold de draak niet per se als ongunstig en vaak zelfs als gunstig. Onder het christendom verkreeg de draak in Europa een kwalijke roep en werd, als verwant aan de slang uit Genesis 3 (zie ook Openbaring 12:9), als kwaadaardig voorgesteld.
In het middeleeuwse christendom stond de draak symbool voor het voorchristelijke denken, de niet-christelijke, heidense wereld en ook voor de gevallen engel, de duivel. Enkele bekende drakendoders zijn Sint-Michaël, Sint-Joris, Perseus, Herakles, Apollo, Siegfried, koning Arthur en Lancelot. Om zijn afschrikwekkende uiterlijk siert de draak veel wapenschilden en vlaggen, de draak wordt vaak gebruikt in de heraldiek. Ook komt de draak voor in namen zoals Drakensteyn en kasteel Drakenburg.
In landen buiten Europa brengt de draak vaak geluk of biedt bescherming tegen het kwade. In Mesopotamië was de oorspronkelijke almachtige godin die de andere goden ter wereld bracht een draak, zie Mesopotamische mythologie. In Egypte was Apepi een god in drakengedaante die heerste over de onderwereld en over het kwade. In Griekse mythes worden drakontes voorgesteld als slimme, magische wezens die uit de aarde kwamen, en de godin Athena had een slang als huisdier en helper.

Druk op de vlag van Bhutan
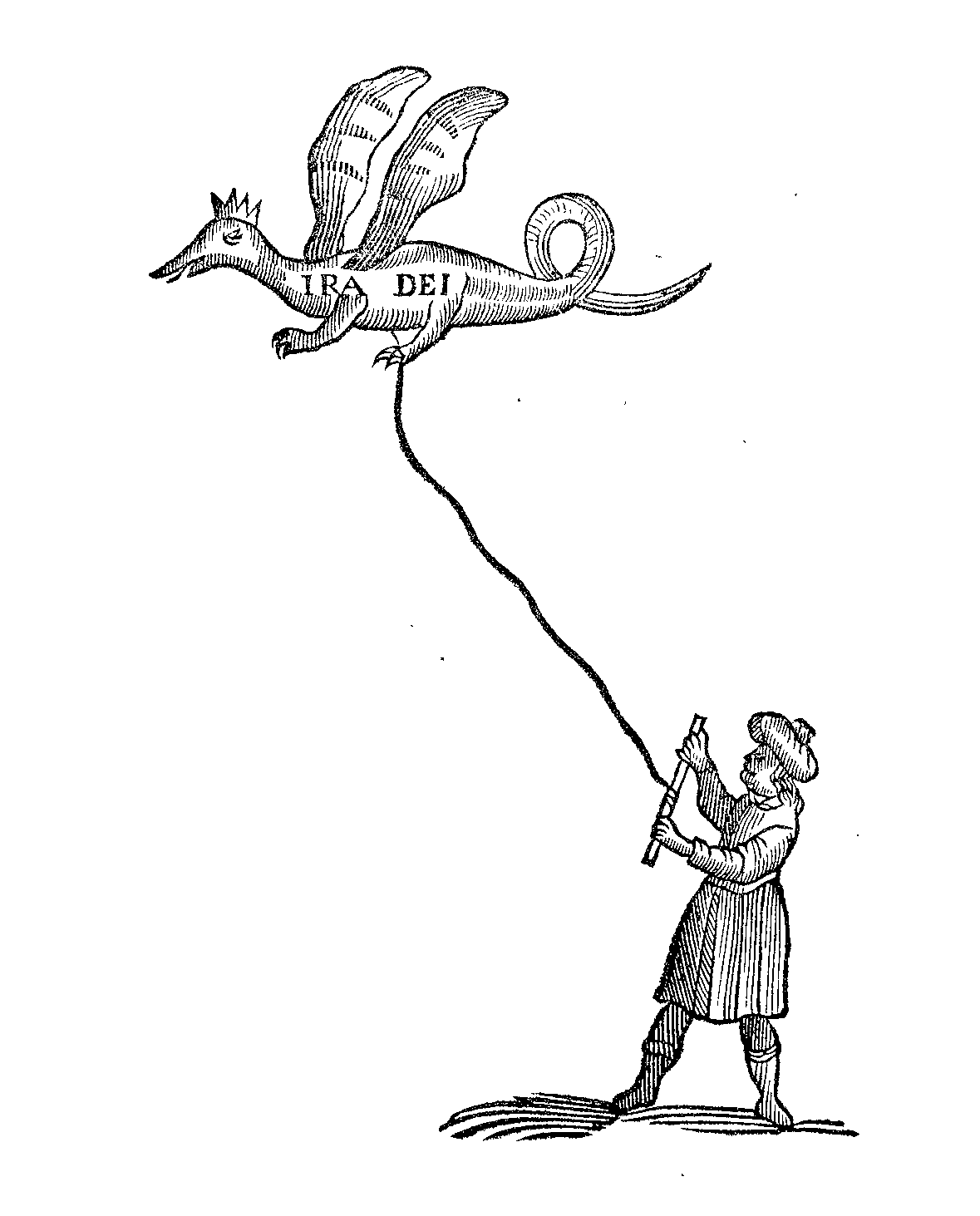
Een draak zoals gebruikt tijdens Perzische oorlogsvoering
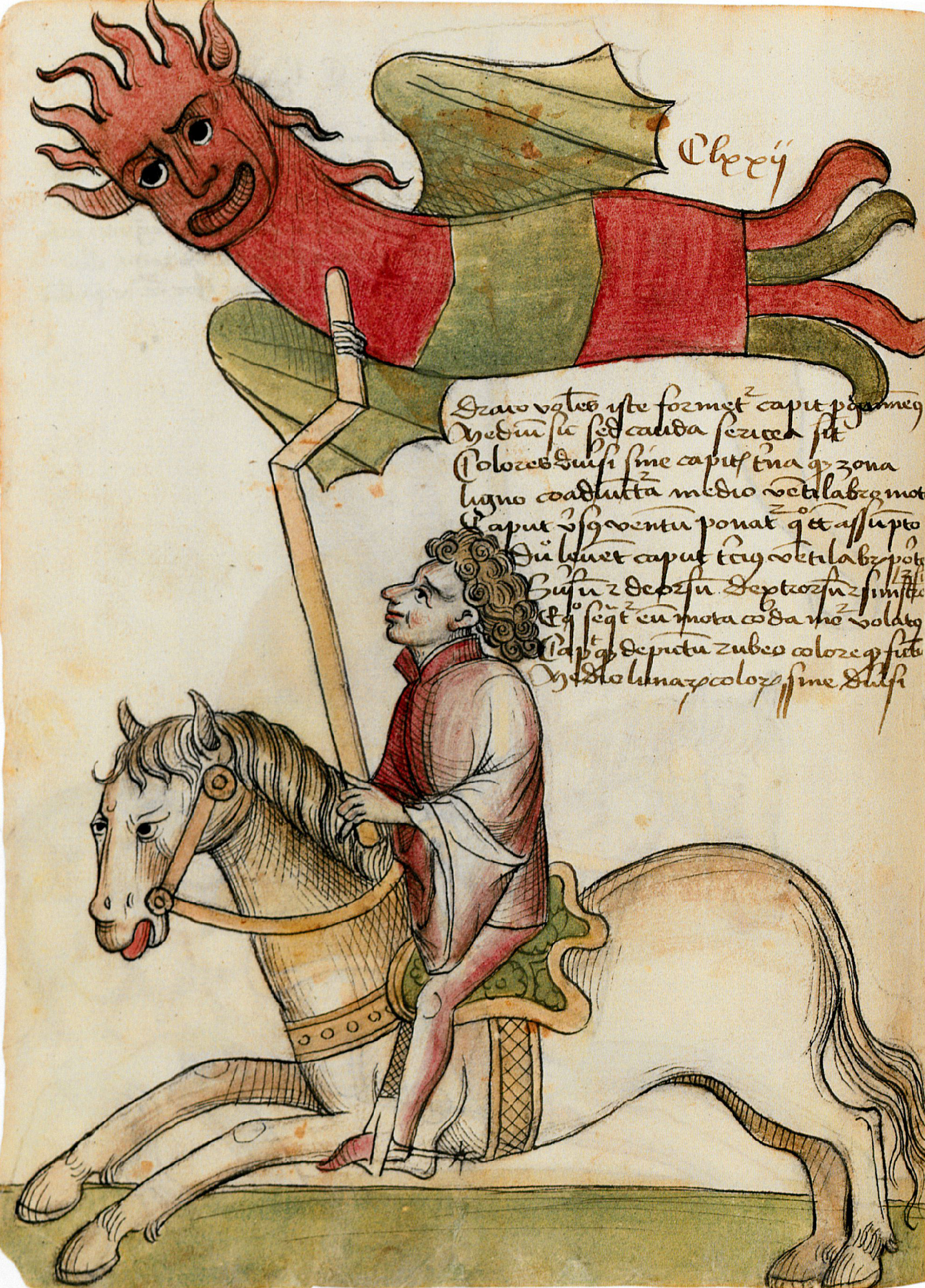
Ruiter met draak, 15e eeuw
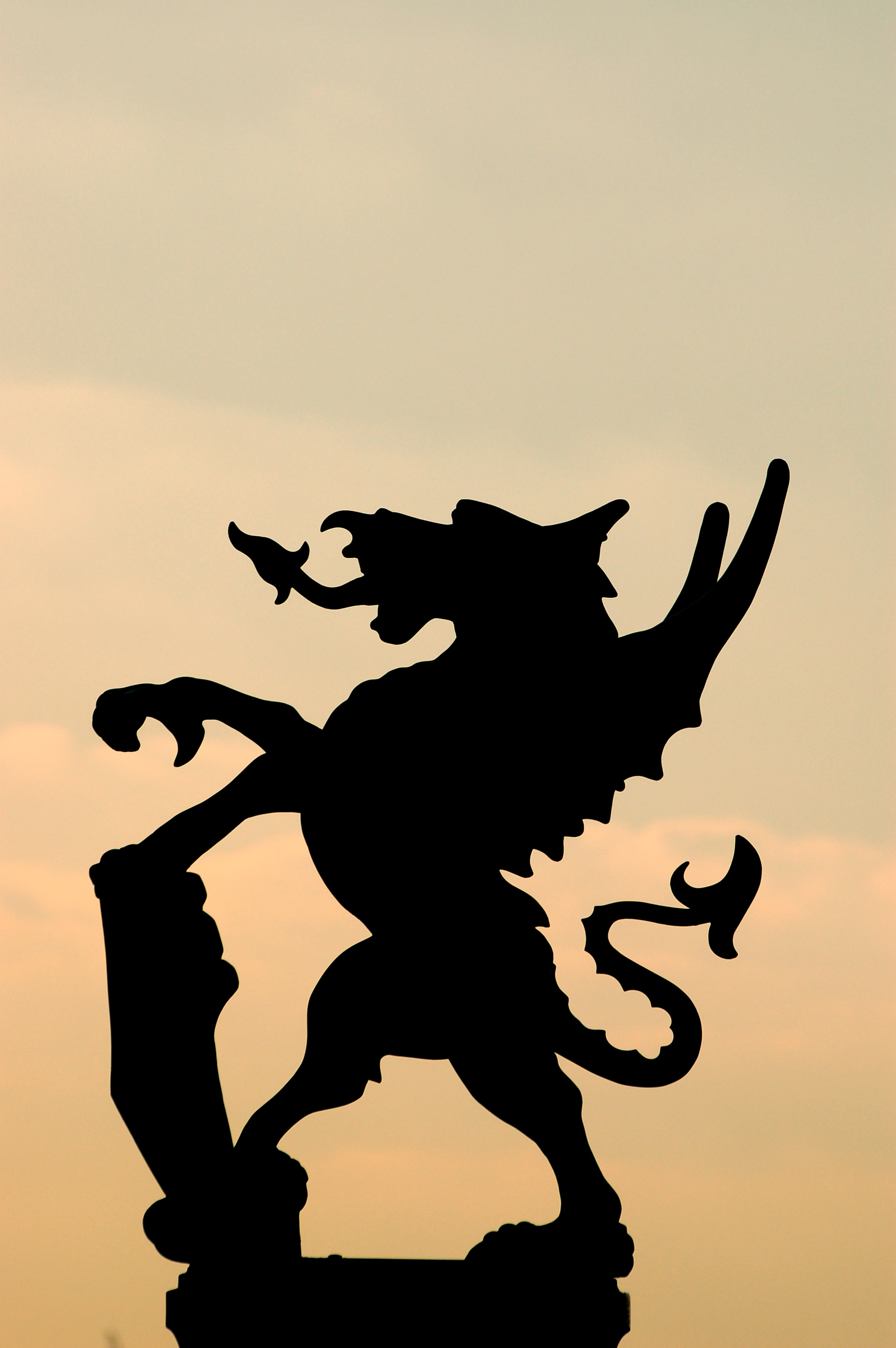
Symbool voor de stad Londen
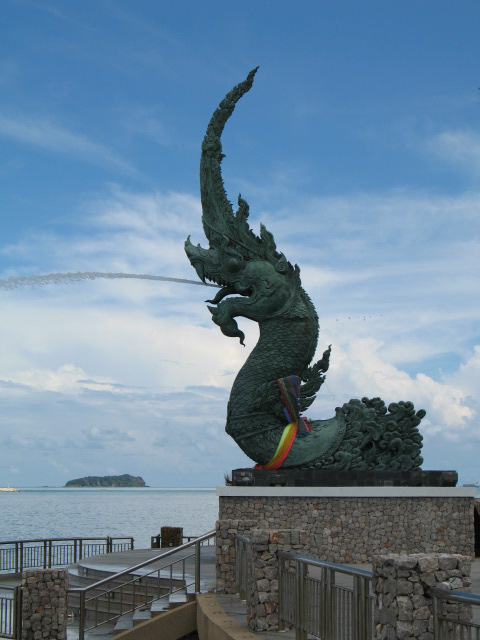
Naga-hoofd, Thailand
De naam van de stad Kazan
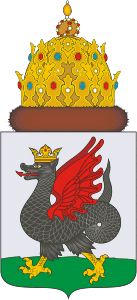
Het wapen van Kazan met zilant
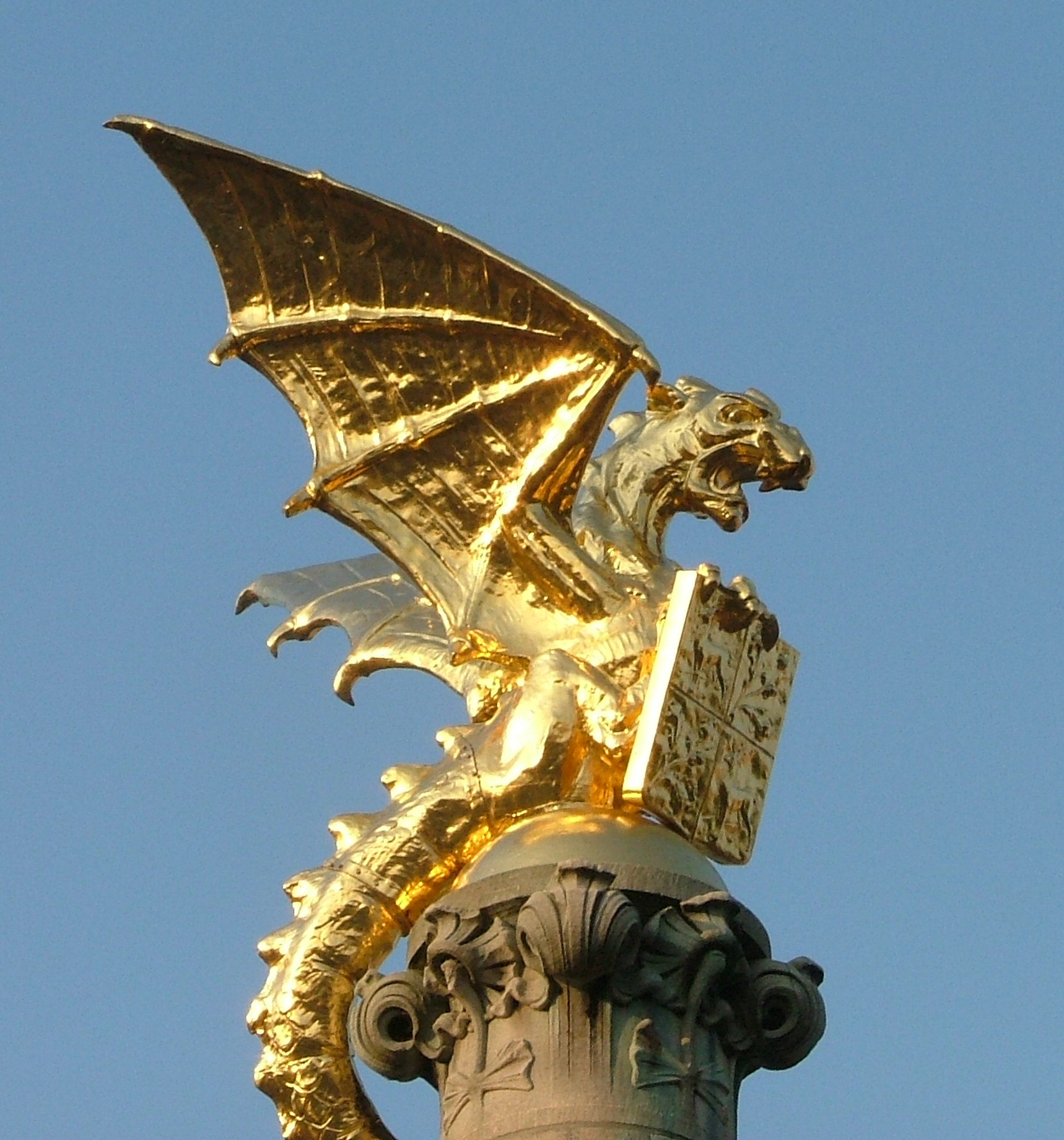
Drakenfontein ('s-Hertogenbosch) van Moerasdraak
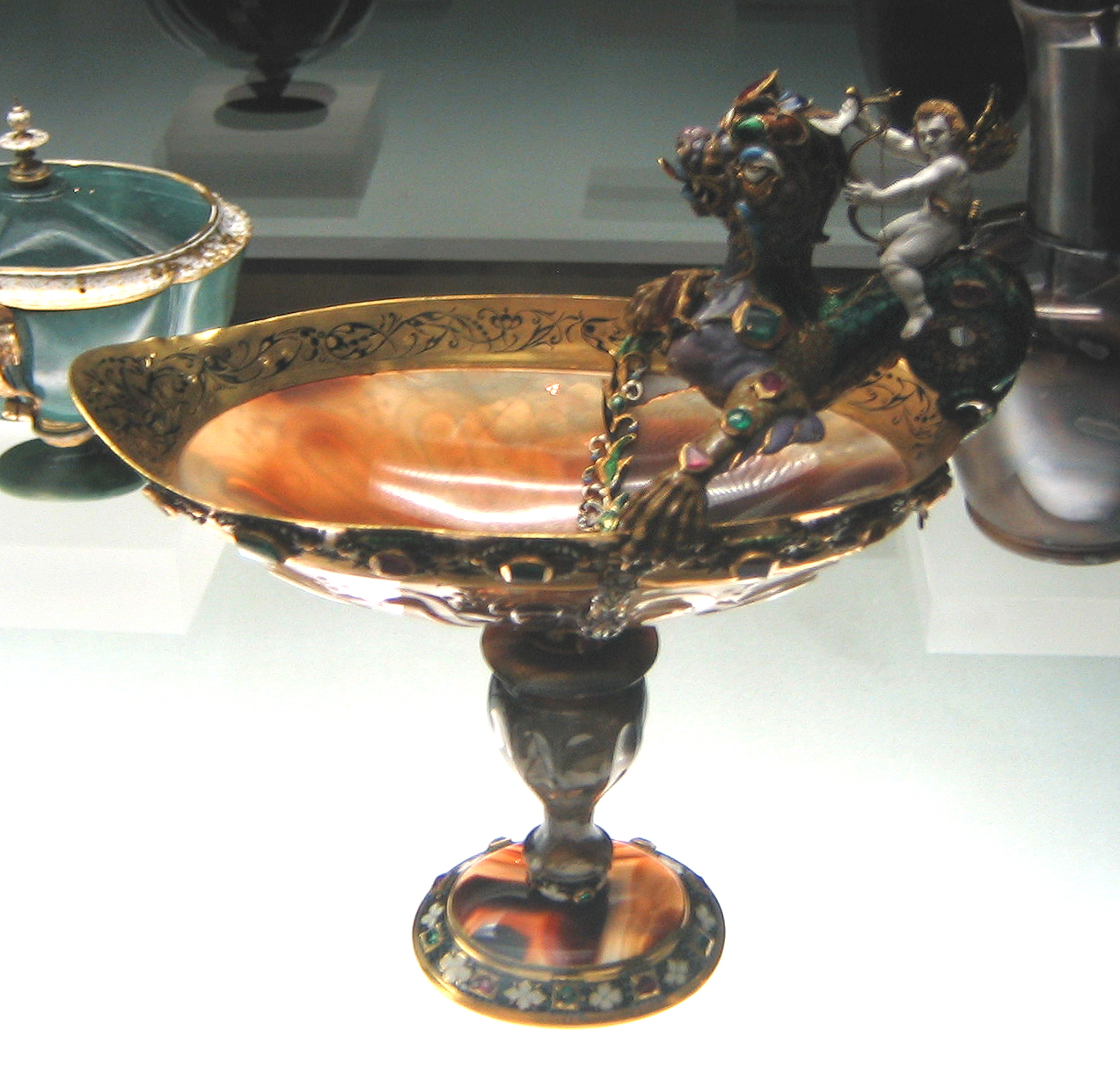
Kom met Cupido en een draak, schat van Lodewijk van Frankrijk, Museo Nacional del Prado
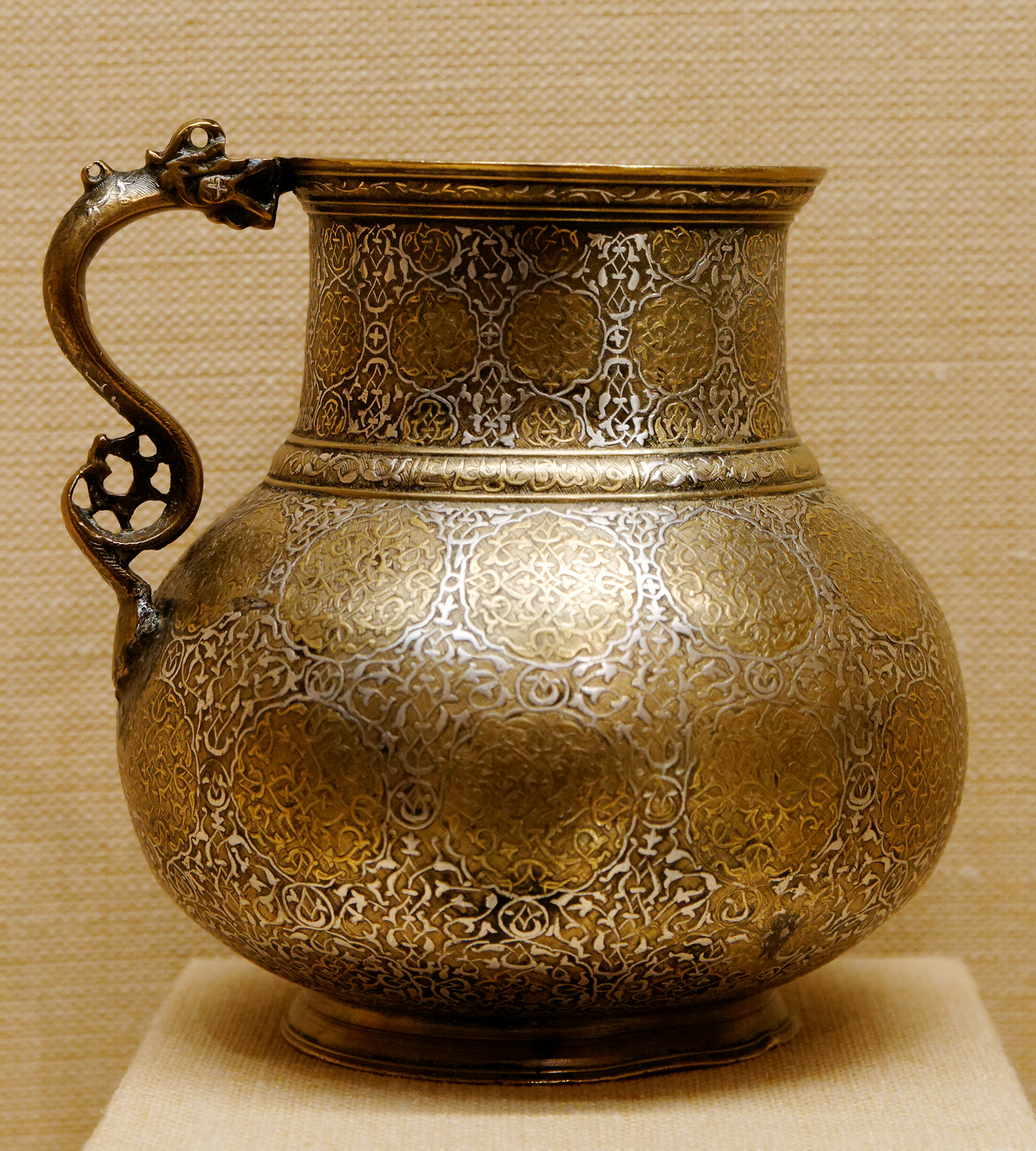
Kan met draakvormig handvat, Department of Islamic Art, Metropolitan Museum of Art, ca. 1500 tot 1525

## Gedeelde symboliek

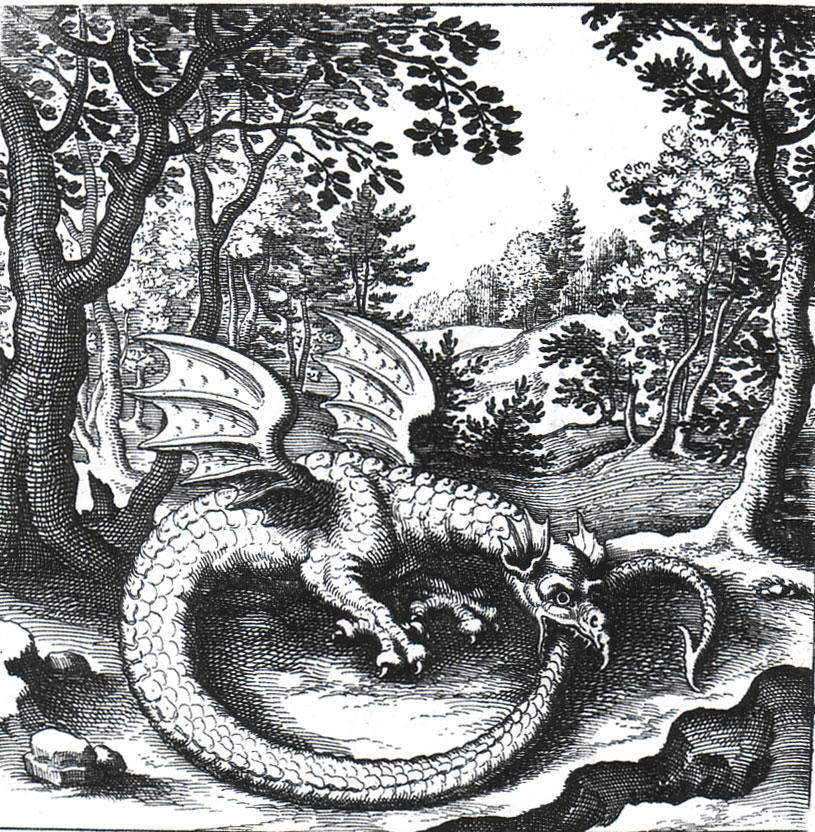
Ouroboros, Lucas Jennis, 1609-1631

De ouroboros (ουροβόρος) is een afbeelding van een slang of een draak die in zijn eigen staart bijt (deze opeet) en op die manier een eeuwige cirkel vormt. Van de draak wordt gezegd dat hij zichzelf op deze manier bevrucht: de staart is het mannelijk orgaan en de mond is het vrouwelijk orgaan. De naam ouroboros komt uit het Grieks en betekent staarteter. In de alchemistische symboliek worden draken geassocieerd met vuur en het chaotische oermateriaal.
De draak is een van de oudste mythische symbolen ter wereld. Hij komt voor in de Azteekse mythologie, de Chinese mythologie en in vele andere. Kur was in de Akkadische mythologie de slang en werd voorgesteld als een monsterlijke draak met geschubd lichaam en grote vleugels. De Midgaardslang is zo enorm groot dat hij in een cirkel om Midgard, de wereld, ligt. Zijn kop reikt tot aan de punt van zijn staart en wanneer hij erin bijt (net als de ouroboros) schudt hij van woede, waarmee hij aardbevingen veroorzaakt. Op bas-reliëfs wordt Tiamat, uit de Sumerische en Babylonische mythologie, meestal afgebeeld als draak, in navolging van de zogenaamde chaosdrakenstrijd. Azhi Dahaka wordt vaak beschreven als een driekoppig, draakachtig monster.
Ook de regenboogslang komt in meerdere culturen voor. Aido-Hwedo eet ook zijn eigen staart.

## Europa

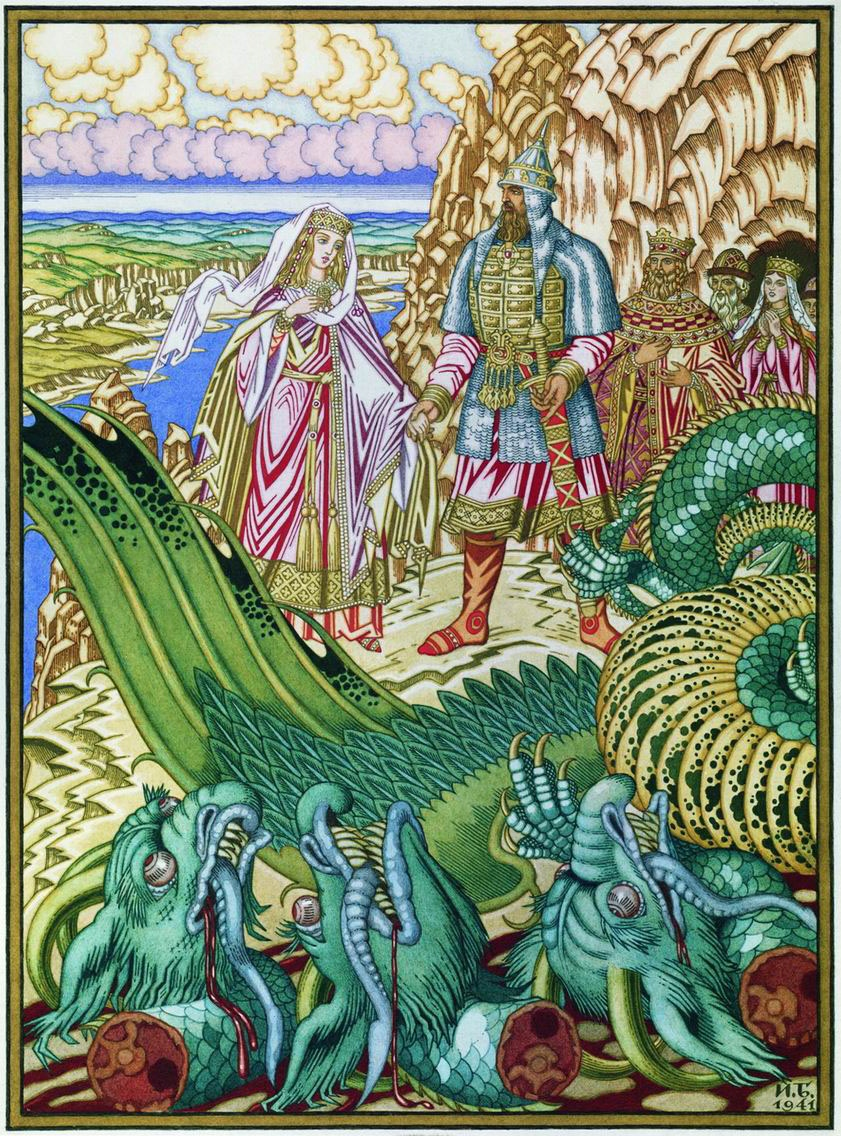
De Slavische draak is verslagen en de vrouw wordt bevrijd, Ivan Bilibin

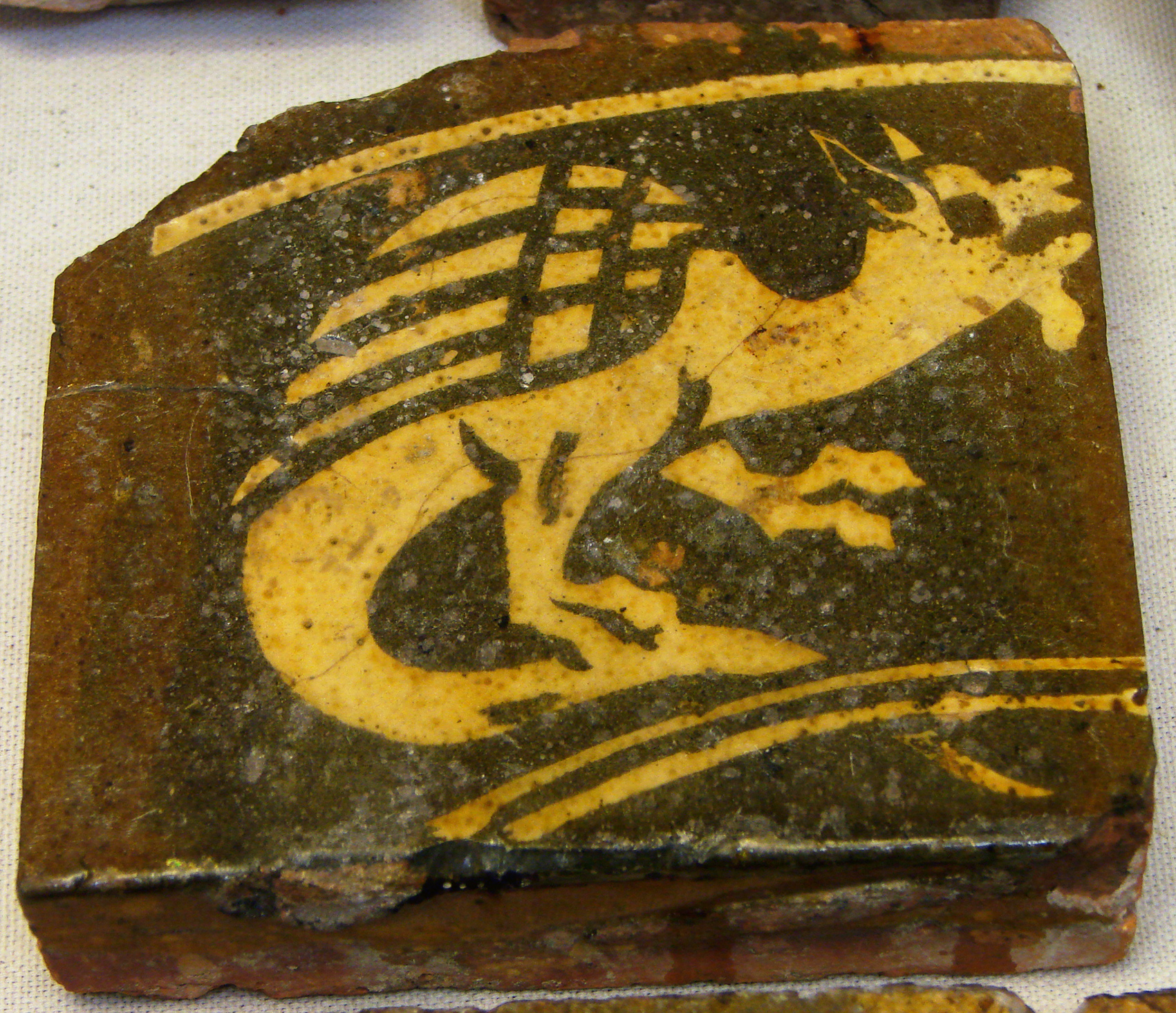
Draak in het museum in Laon, 13e tot 15e eeuw

In Europese mythologie wordt een draak als een legendarisch slangachtig wezen beschouwd. Mogelijk vinden ze hun oorsprong in de verering van slangen in verschillende religies ter wereld.
Het Latijnse woord draco stamt direct af van het Griekse δράκων (drákoon), wat slang betekent. Het Nederlandse woord worm (Oudengels: wyrm, Oud-Duits: wurm, Oudnoords: ormr) betekent (ongeveer) hetzelfde als slang.
De draak is gevleugeld, maar heeft toch een ondergronds verblijf zoals een grot, wat erop wijst dat hij een wezen is dat met het aarde-element verbonden is. Dit laat zien dat de draak een zeer oud aardwezen moet zijn. Zie ook de lintworm, wyvern, basilisk en de slangdraak.
De draak staat in Europa meestal voor de duivel of het kwaad, al zijn er uitzonderingen, zoals Y Ddraig Goch, de Rode Draak van Wales.
Sint-Margriet is patroonheilige van enkele dorpen waar ze meestal staat afgebeeld als een heldin die net een draak heeft verslagen, een verwijzing naar een andere legende die men over haar vertelt. Het verhaal van de draak en de dito afbeeldingen zijn symbolisch of allegorisch voor de lokale omverwerping van de afgoderij, in casu het geloof van de Noormannen of van de vernietiging van hun afgodsbeelden (de draak is een typisch attribuut in de Noormannen- of Vikingenwereld) die zich op de Wy of heilige vikingplaats bevonden.
De aitvaras is een fabeldier dat voor het eerst opduikt in 1547. Het is volgens de inwoners van Letland en Litouwen een zwarte kat of een haan met vier drakenpoten en een vurige staart.
De peluda (ook wel velue genoemd) is een Frans fabeldier, een waterdraak met slangenstaart, een lijf als van een stekelvarken en schildpadpoten. De tarasques zouden in het Rhônedal in Frankrijk leven.
Smok Wawelski, beter bekend als De Waweldraak, is de bekendste draak uit Poolse volksverhalen.

De Wyvern lijkt op de Europese draak, maar heeft slechts twee poten
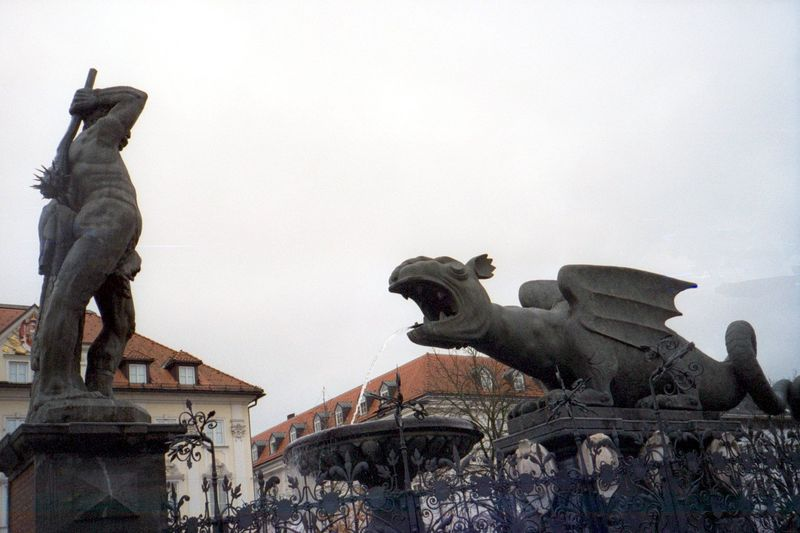
Lintworm
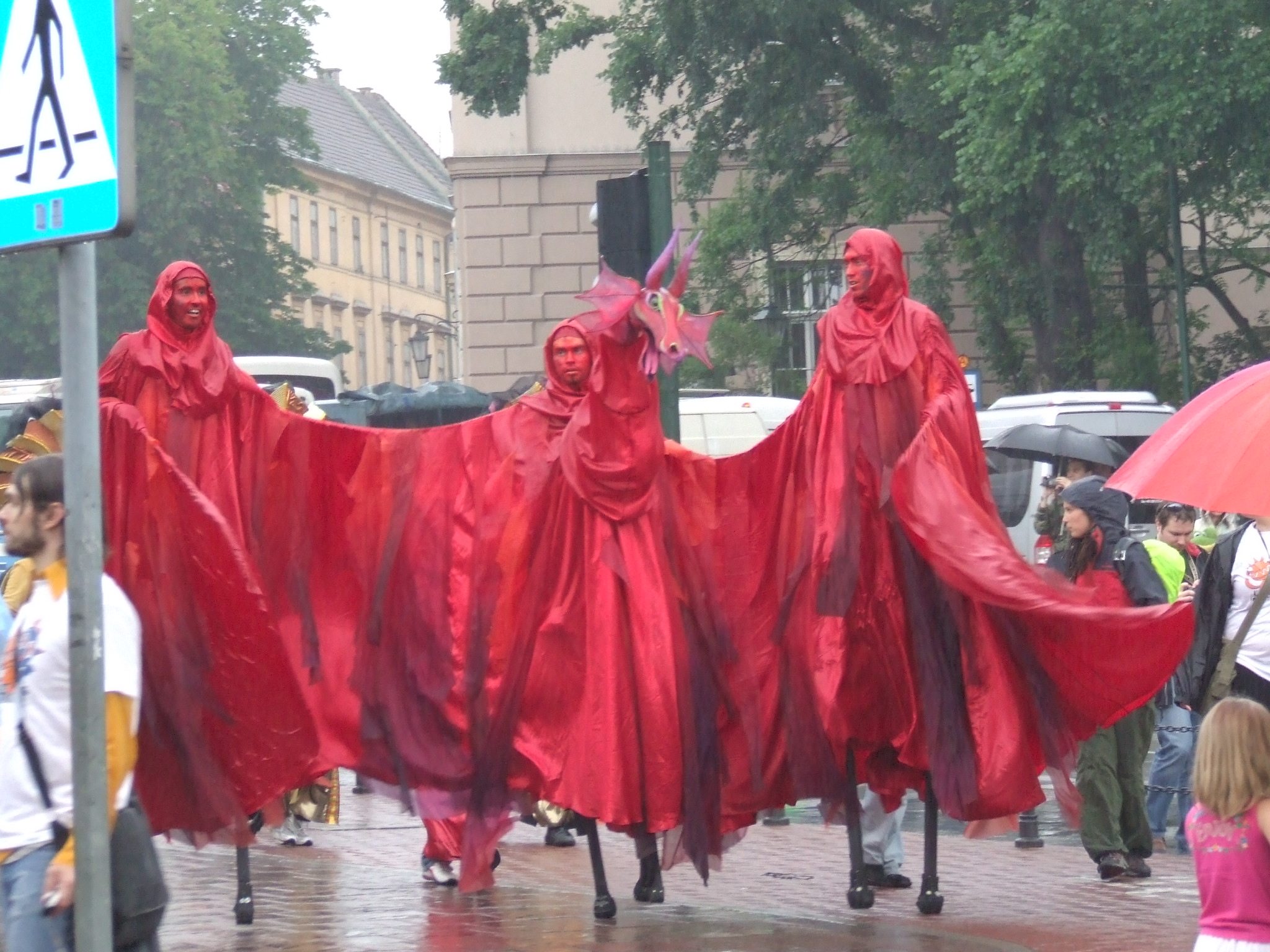
Drakendans in Polen
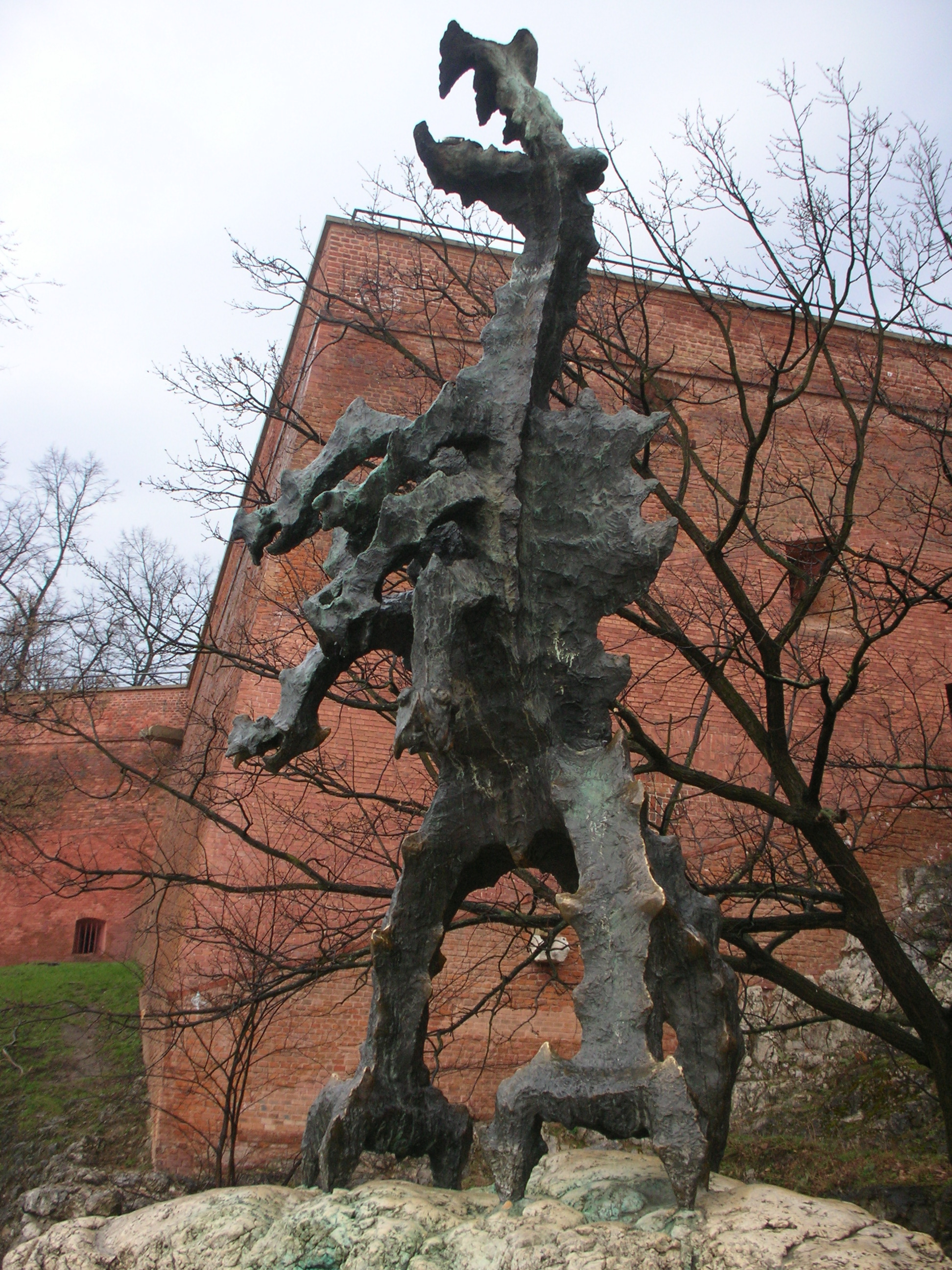
Draak van Krakau
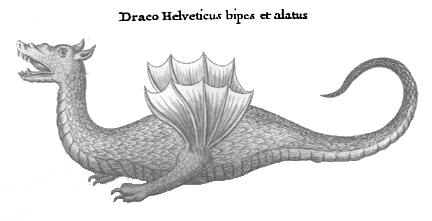
Smok Wawelski (Poolse draak), afbeelding uit 1745
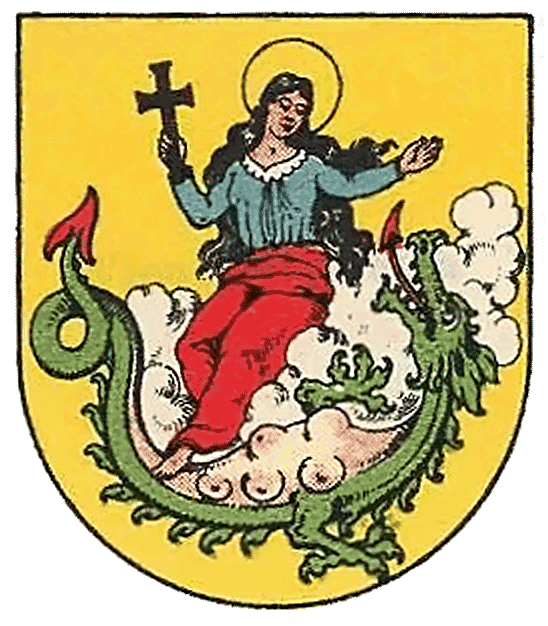
Margaretha van Antiochië met vrouwelijke draak
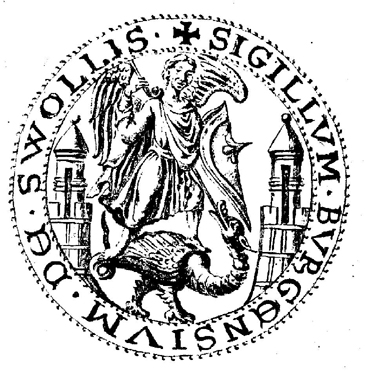
Stadszegel van Zwolle uit 1295 met Sint-Michael die een basilisk doodt
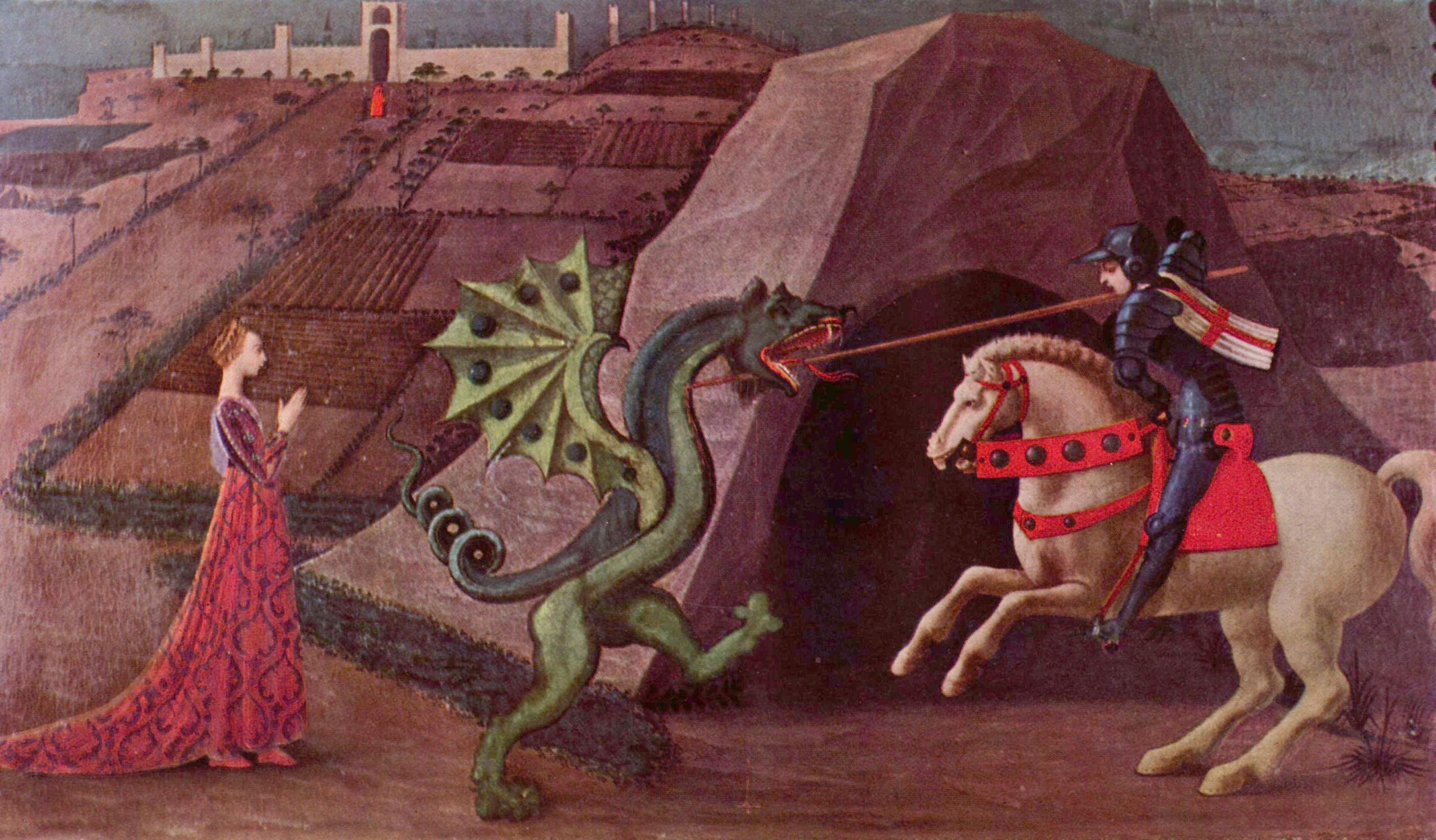
Sint Joris en de draak, 1456-1460
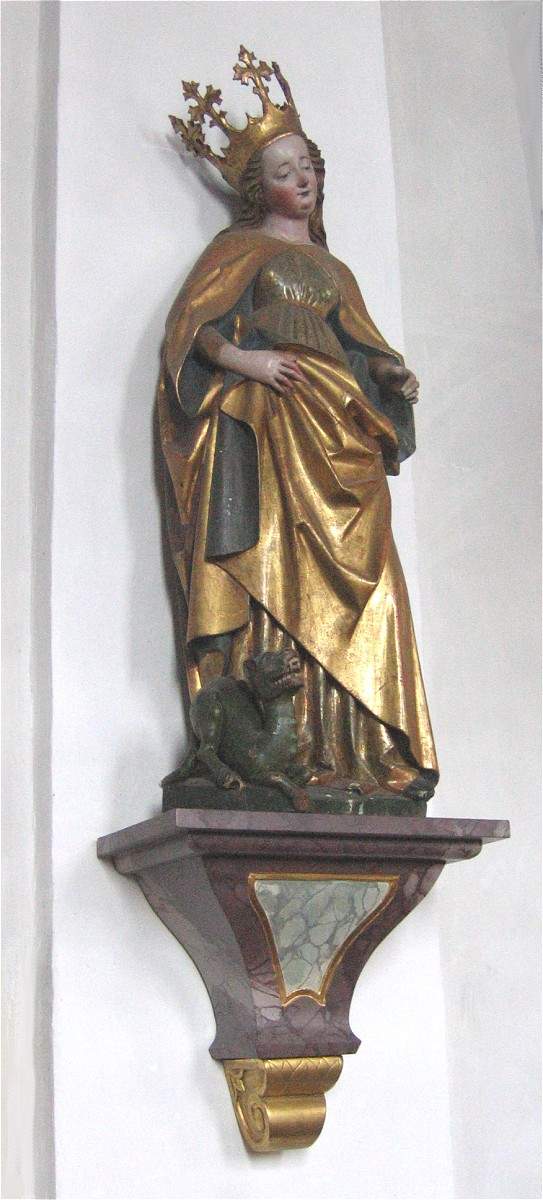
Sint-Margriet en de draak, ca. 1460, Niederdorf, Oostenrijk
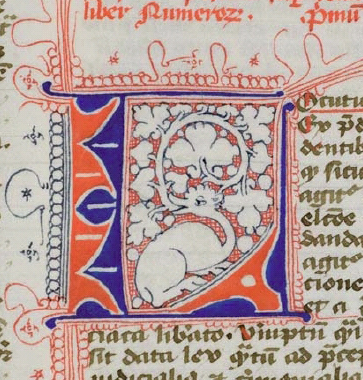
Utrechts draakje in met de hand versierde initiaal L. HS 252, 1424-1425

### Griekse mythologie
In het Oude Griekenland vinden we de eerste vermelding van een draak in de Ilias waarin Agamemnon beschreven wordt als "een zwaardriem dragend met een blauw drakenmotief" en "met een driekoppig drakenembleem op zijn borstplaat".
In Griekse mythologie wordt Echidna vaak de moeder van alle draakachtige-wezens genoemd, omdat ze volgens de Grieken een verhouding met de reus Typhon had gehad: Cerberus, Orthrus, de Sphinx, de Python (en nog veel meer) waren het gevolg van deze relatie.
Ladon, zoon van Echidna en Typhon (of Phorcys en Ceto, volgens andere versie), was in de Griekse mythologie, een enorme draak met honderd koppen die elk een verschillende taal spraken.
De meest voorkomende vorm van de lamia is die van een vrouwenbovenlijf met berenklauwen, geitenpoten als benen, een achterlijf van een draak uitlopend in een paardenstaart
Zie ook Drakon, Geryones, de hydra van Lerna, Amphiptere en Amphisbaena (Grieks voor "gaat twee kanten op").

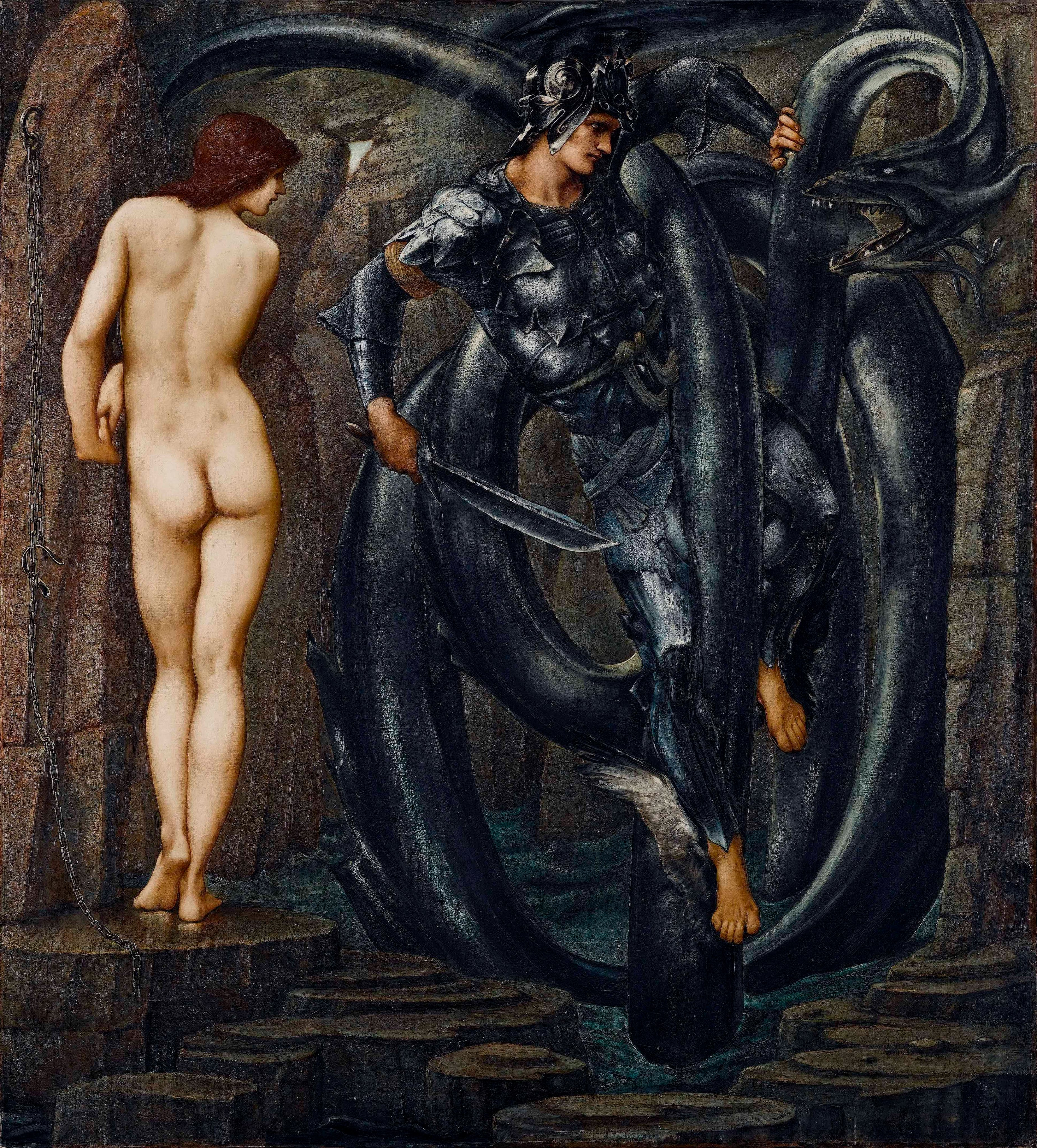
Perseus en Andromeda, Edward Burne-Jones
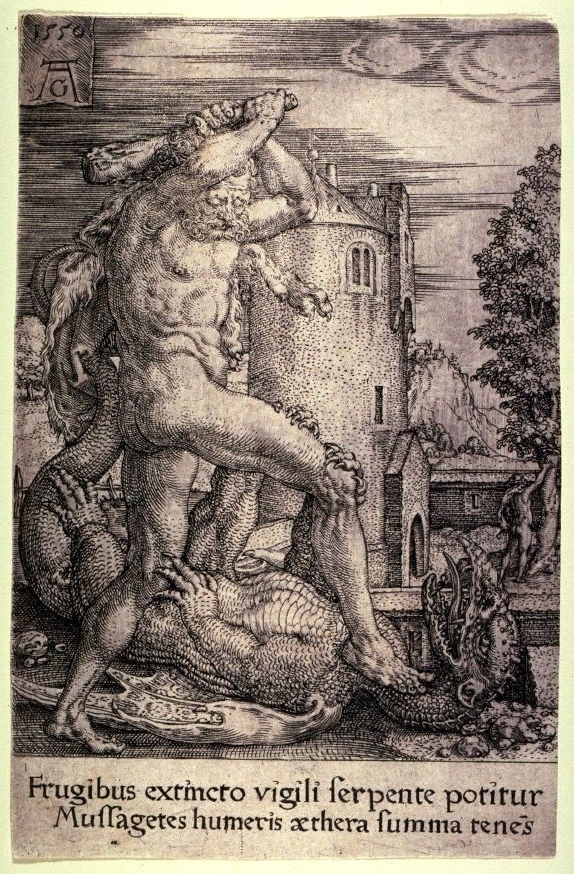
Herakles vecht met de draak, Heinrich Aldegrever, 1550
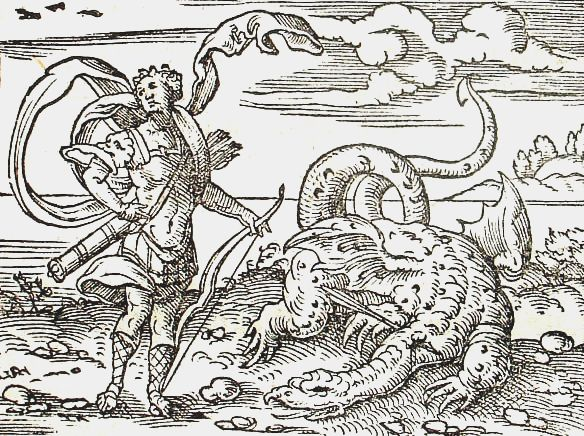
Apollo doodt de Python, Metamorfosen (Ovidius)

### Noordse en Germaanse mythologie

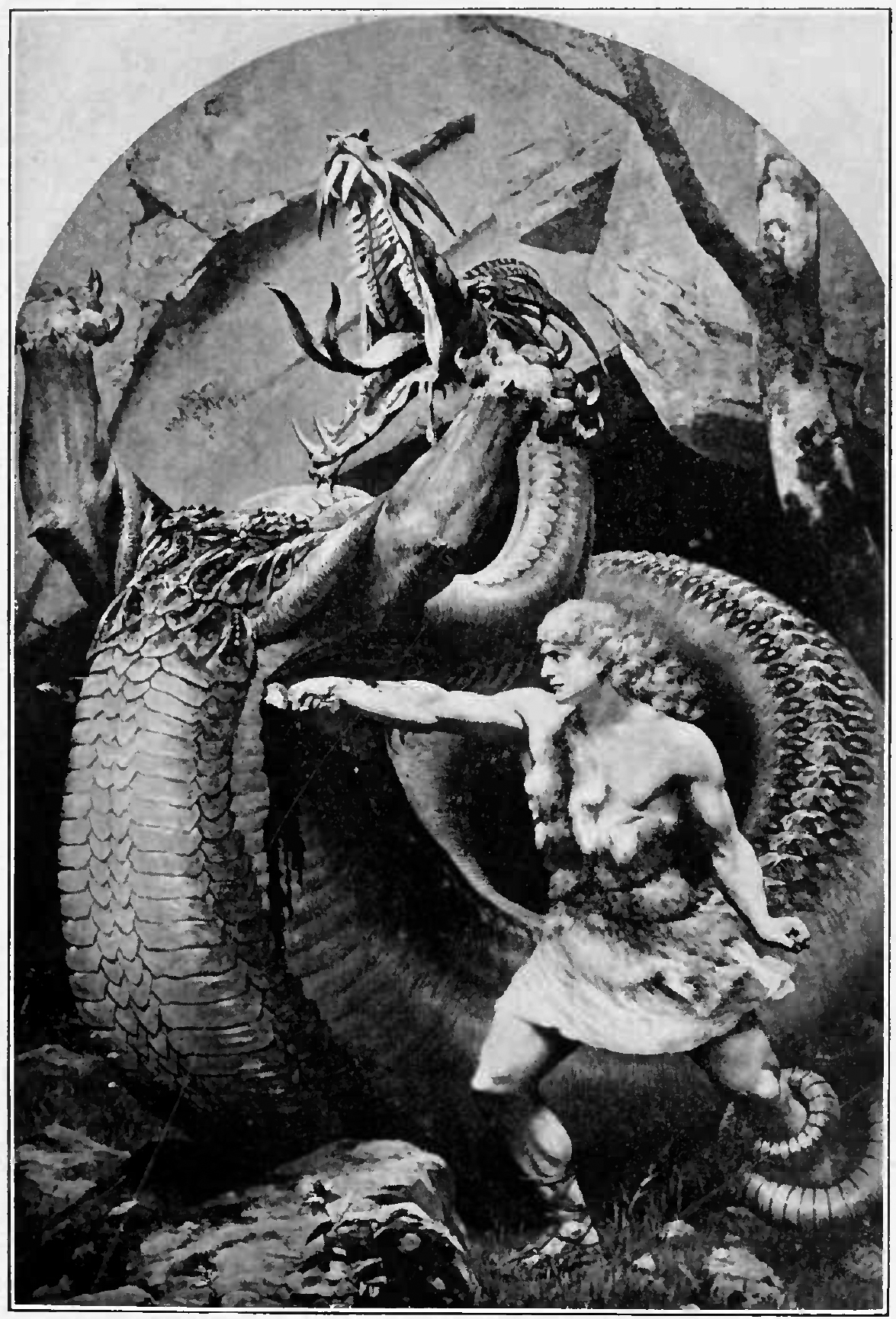
Siegfried vecht tegen Fafnir, 1914.

In de Noordse mythologie is de Nidhogg de draak of slang die eeuwig en altijd aan de wortels van de levensboom Yggdrasil knaagde.
De Midgaardslang is een enorme zeeslang die Midgaard omgeeft.
Fafnir is een halfdraak uit de Germaanse en Noordse mythologie.

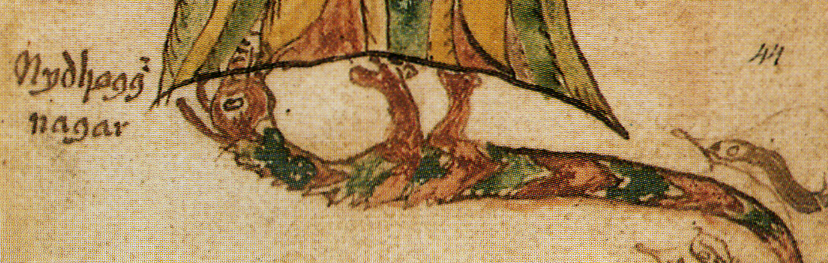
Nidhogg, 17e eeuw
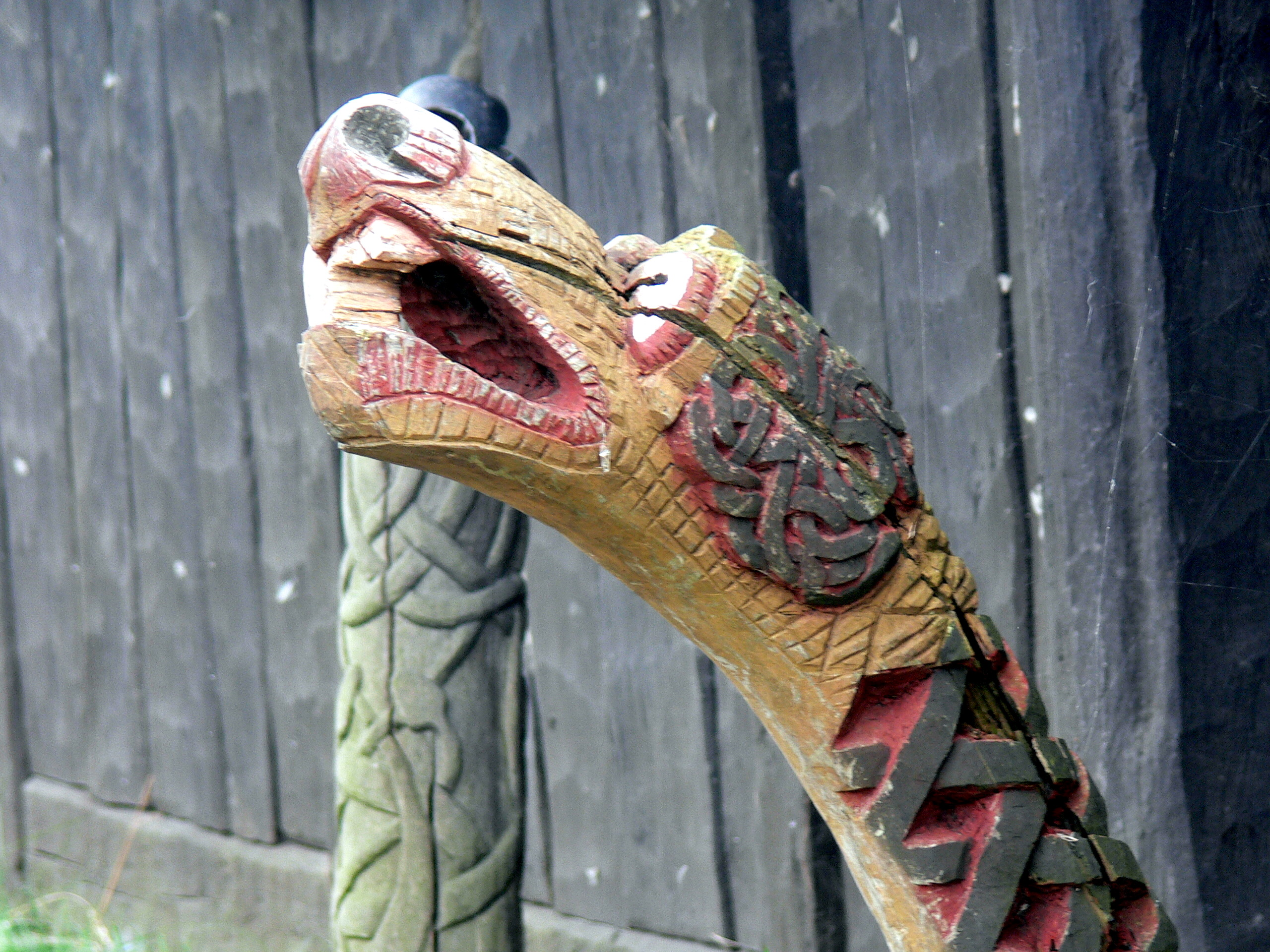
Vikingmotief
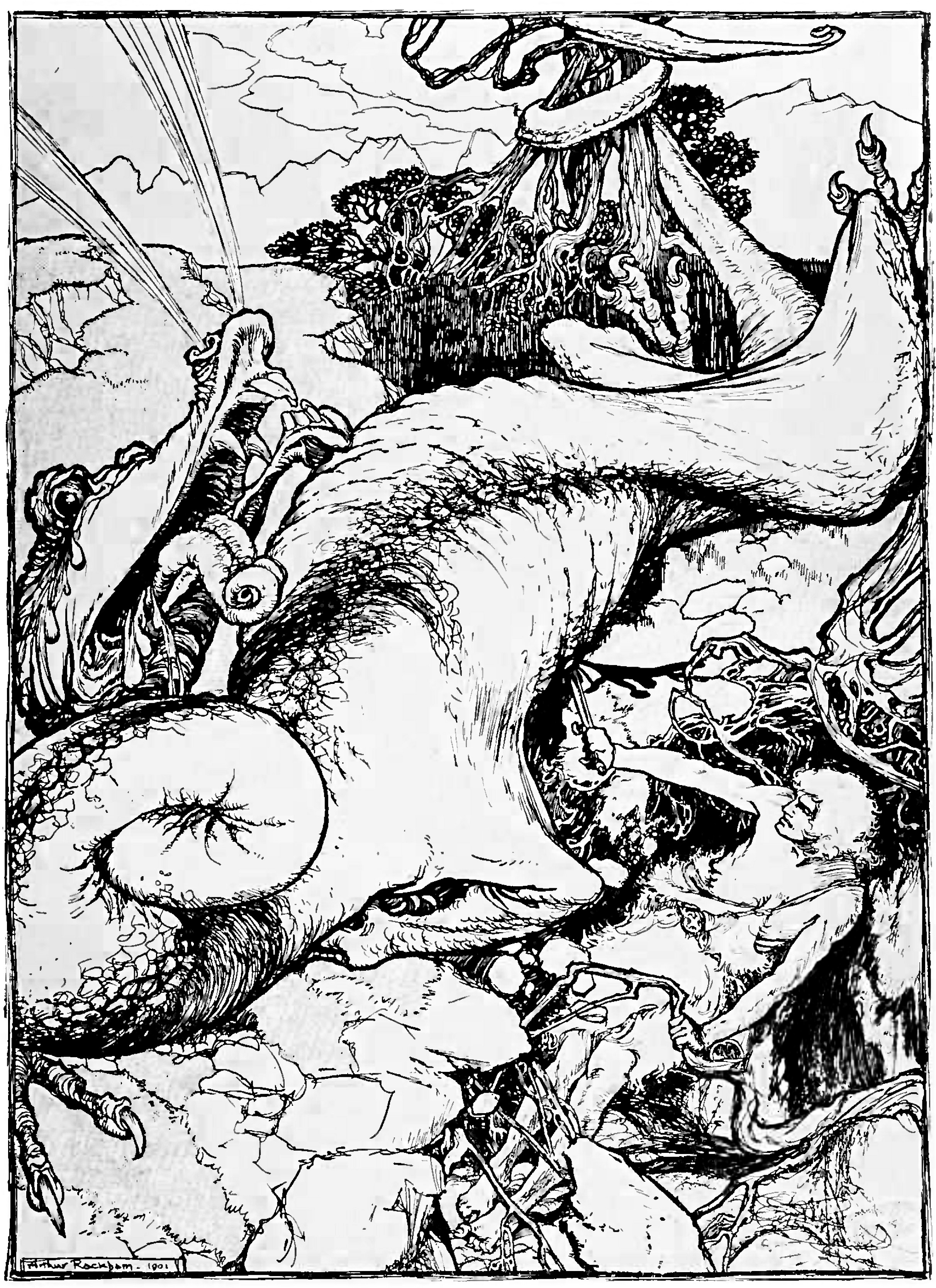
Sigurd vecht met de draak, Arthur Rackham, 1901
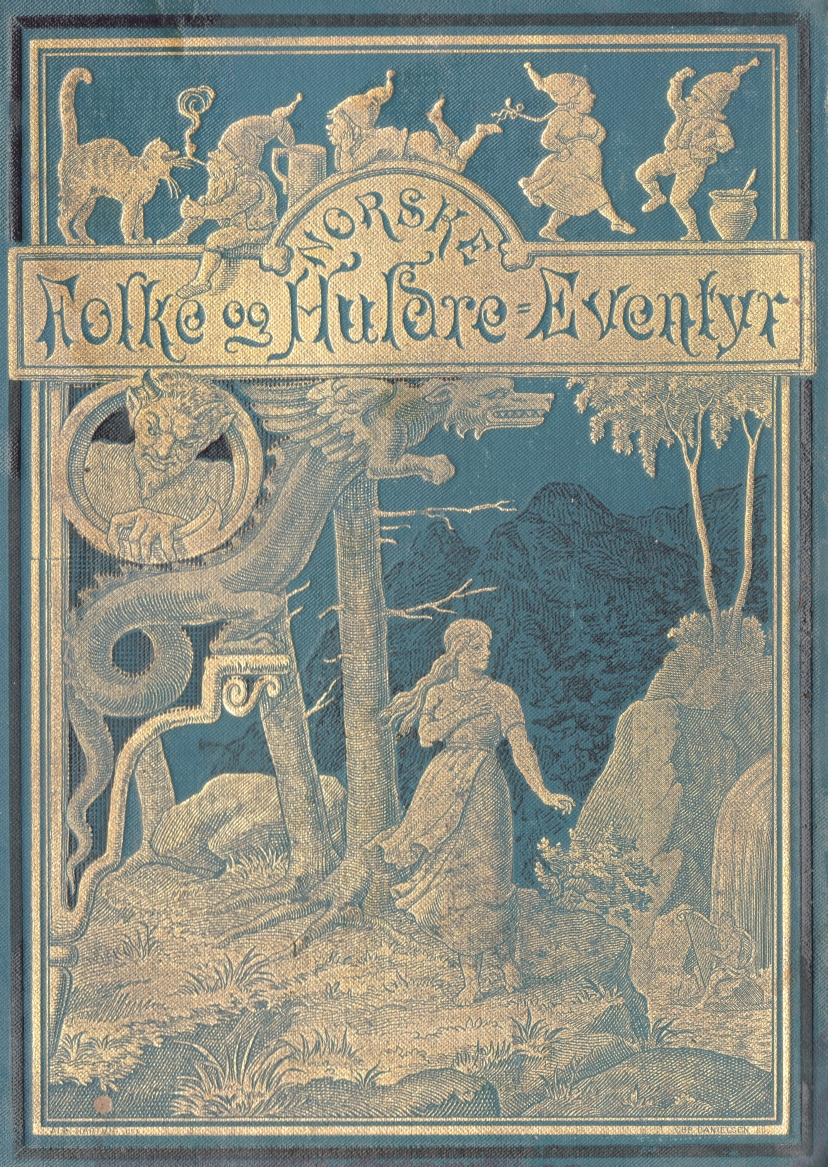
Norske Folke og Huldre-eventyr; een boek met volksverhalen uit Noorwegen
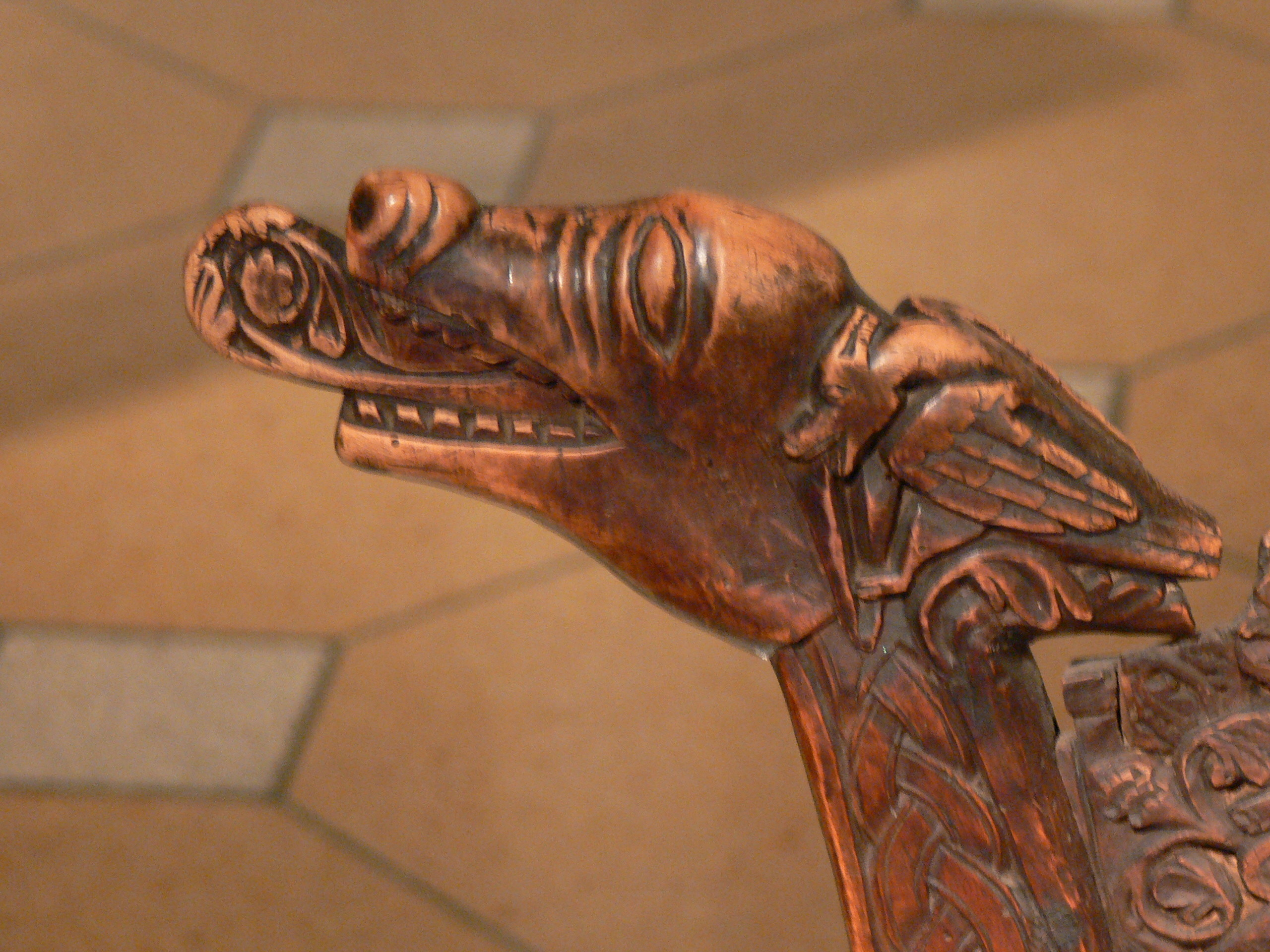
Drakenkop op een stoel van Thorun Jonsdottir, IJsland

## Azië

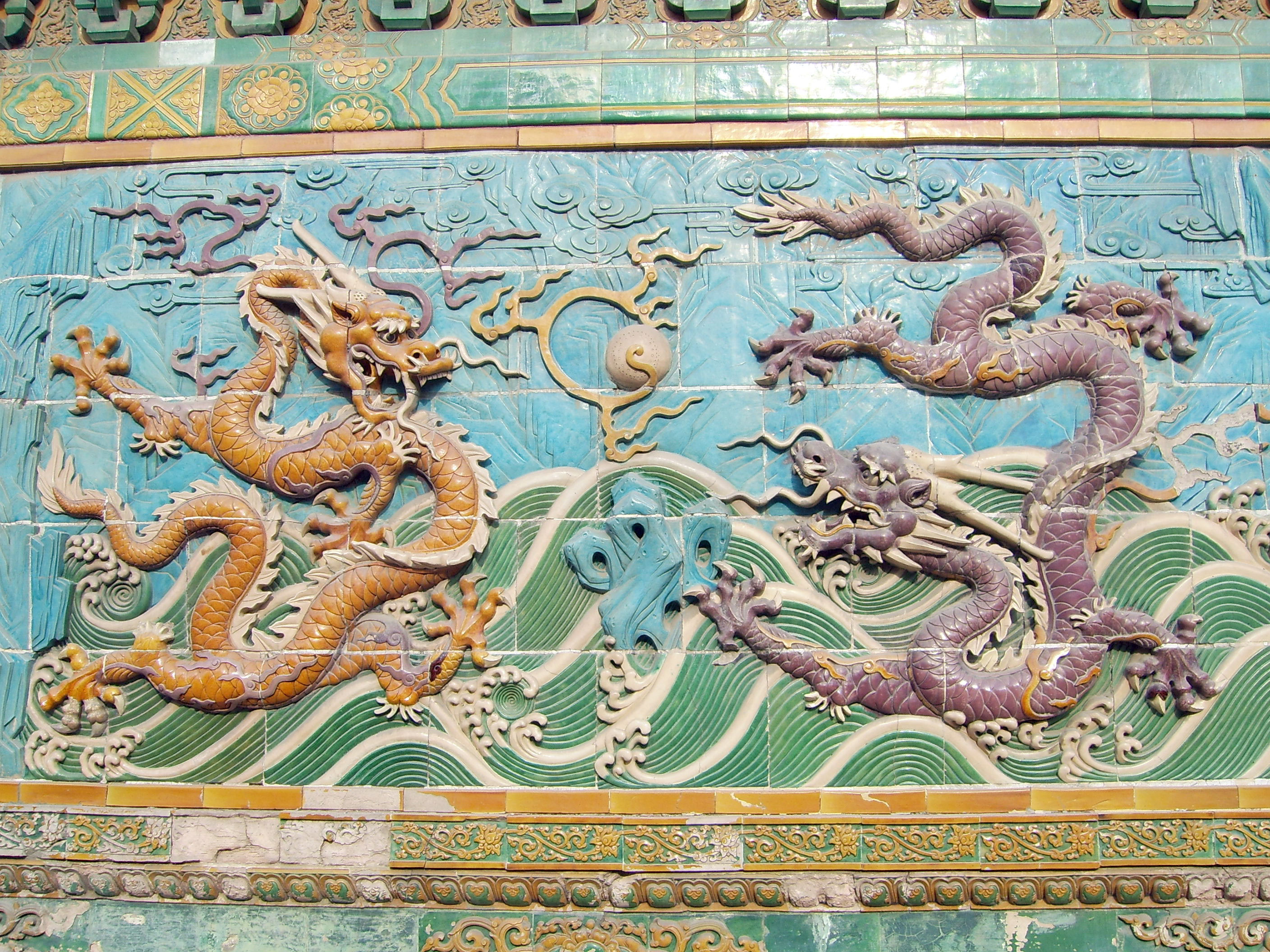
Chinese draken

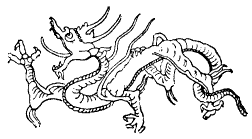
Japanse draak

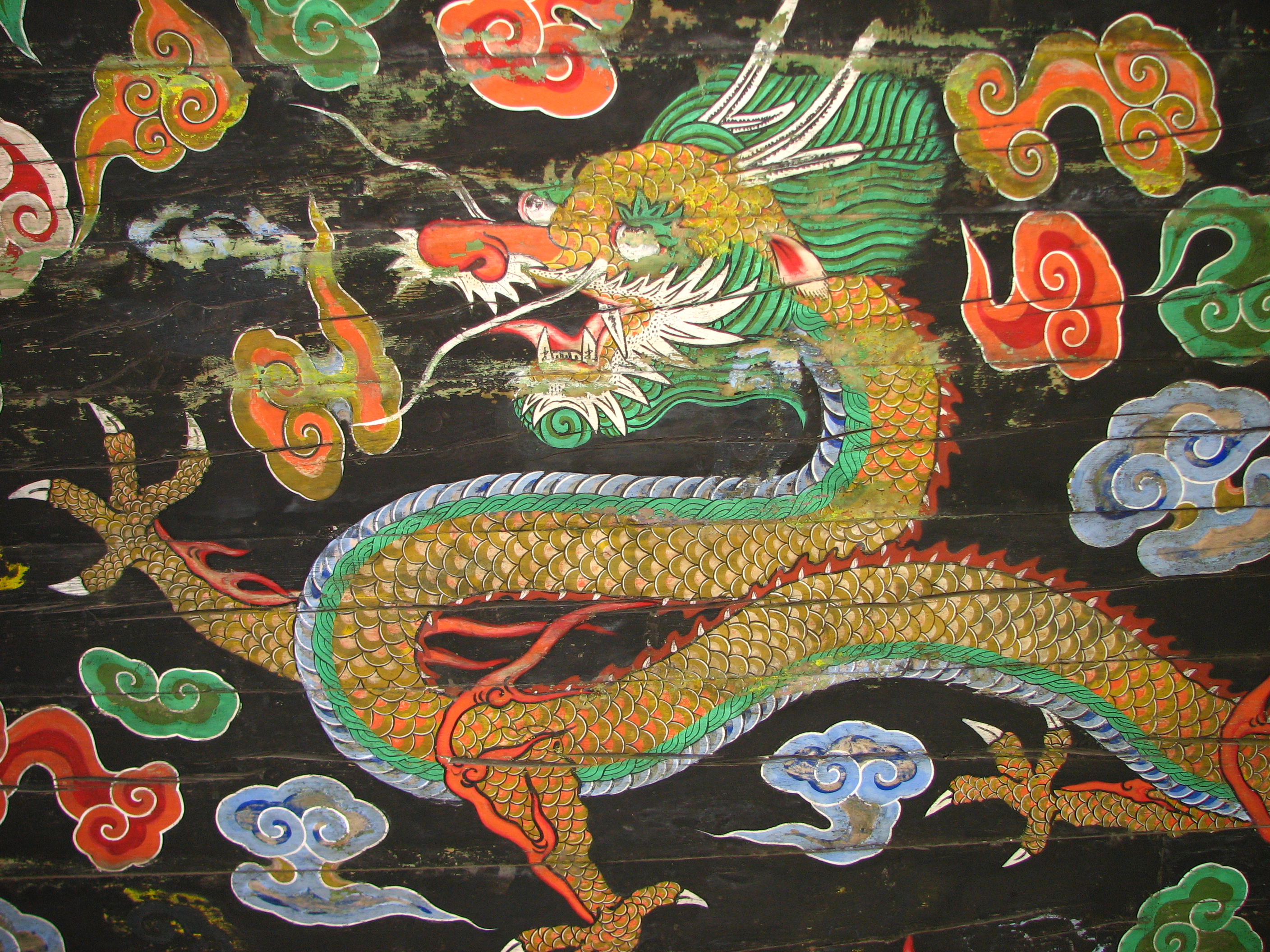
Koreaanse draak

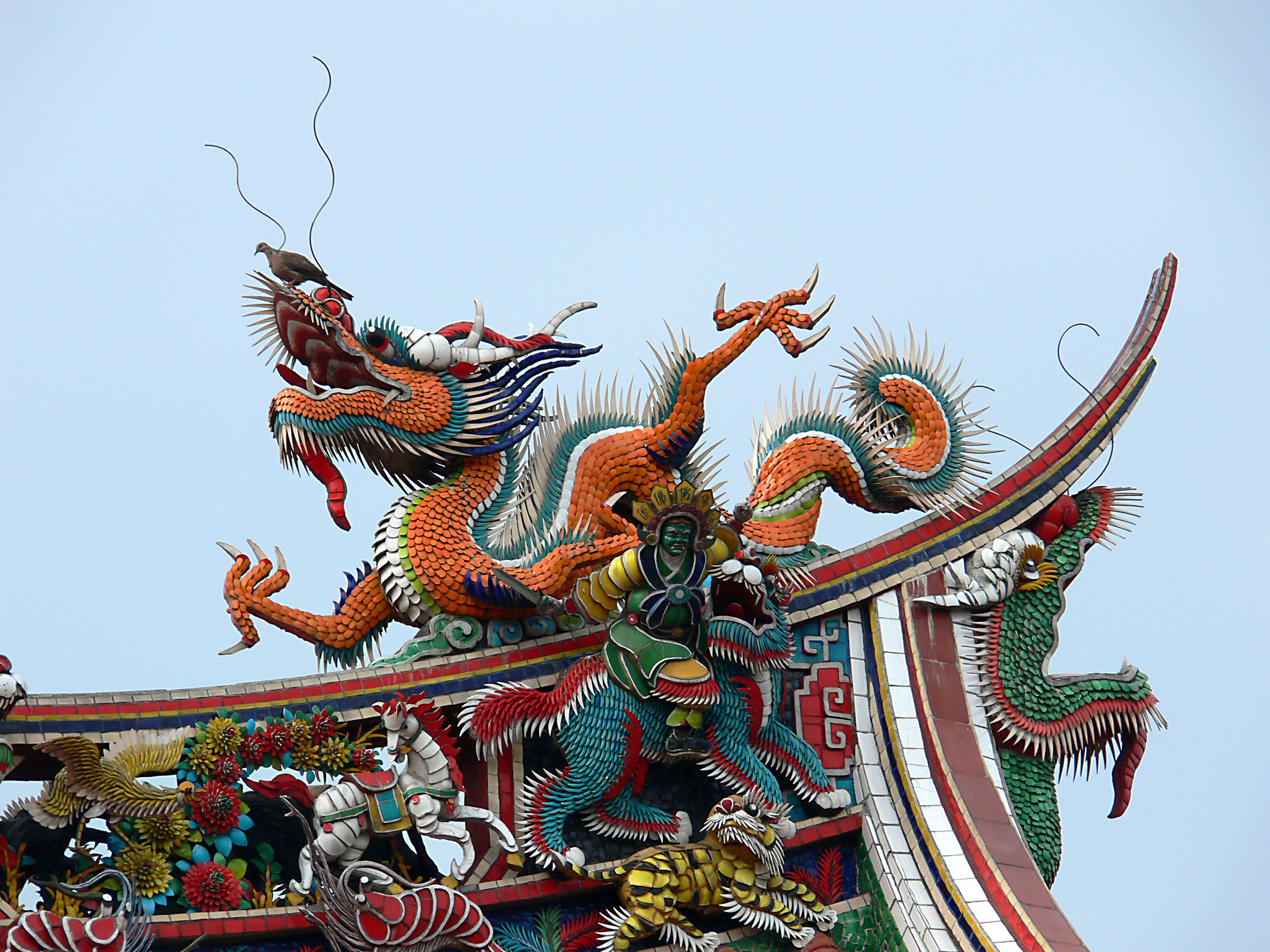
Draak op de tempel van Longshan

Chinese en in het algemeen oosterse draken kunnen een menselijke vorm aannemen en worden als goedwillend en gunstig beschouwd, zie Chinese draak, Japanse draak en Koreaanse draak.
Draken zijn bijzonder populair in China. Chinese draken zijn god over het water. Chinese draken beschermen een parel met magische eigenschappen in hun baard, de zogenoemde drakenparel. Zie bijvoorbeeld Het verhaal van Liu Yi en Het verhaal van het Keizerskanaal.
De vijfklauwige draak was het symbool van de Chinese keizers, en de feniks of fenghuang dat van de Chinese keizerinnen. Draken staan voor yang. Op Chinese festivals is het drakenkostuum een vertrouwd gezicht. Zie ook drakenboot, drakenbootfestival en drakendans.
In Vietnam trouwt een fee met een draak in de legende van Âu Cơ.
Garoeda, wordt ook wel Nāgāntaka, Pannaganāśana (drakendoder) en Sarpārāti (vijand der slangen) genoemd. zie ook naga.
Barong is een leeuw-draak.

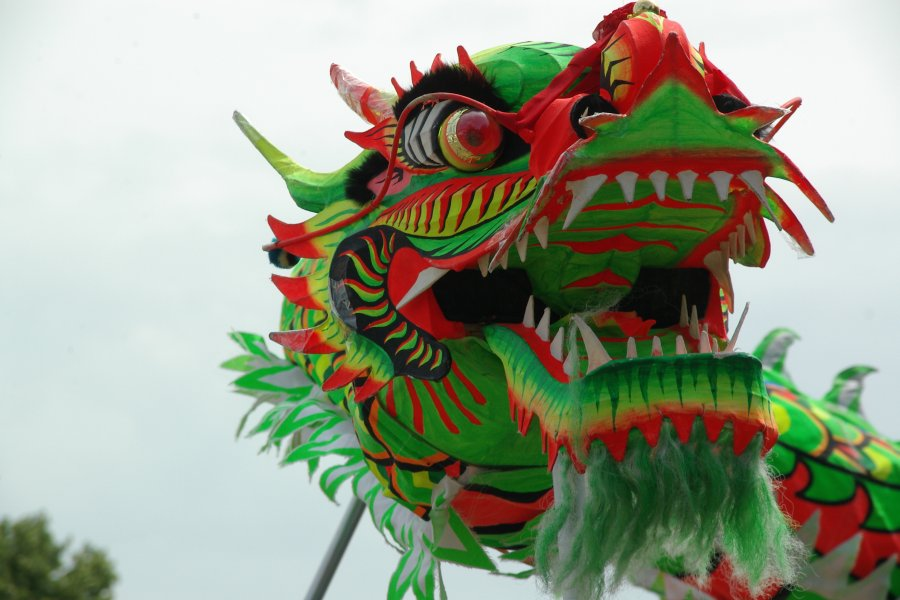
Chinese draak bij Drakendans
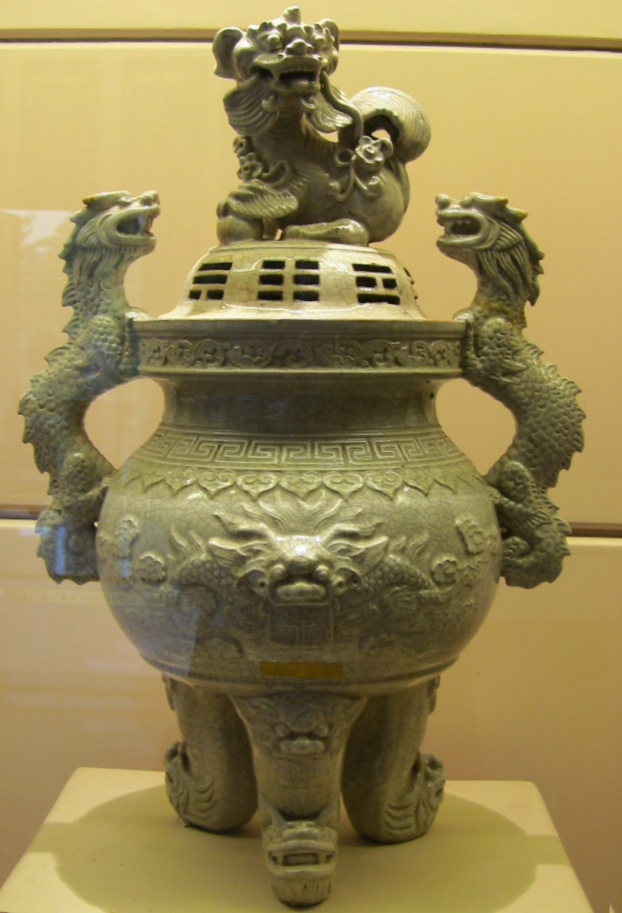
Wierookbrander uit Vietnam
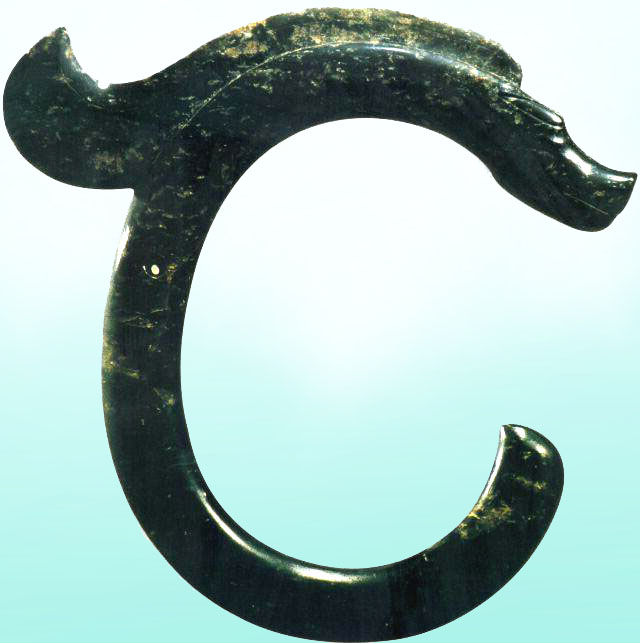
Draak van jade, zie ook ouroboros
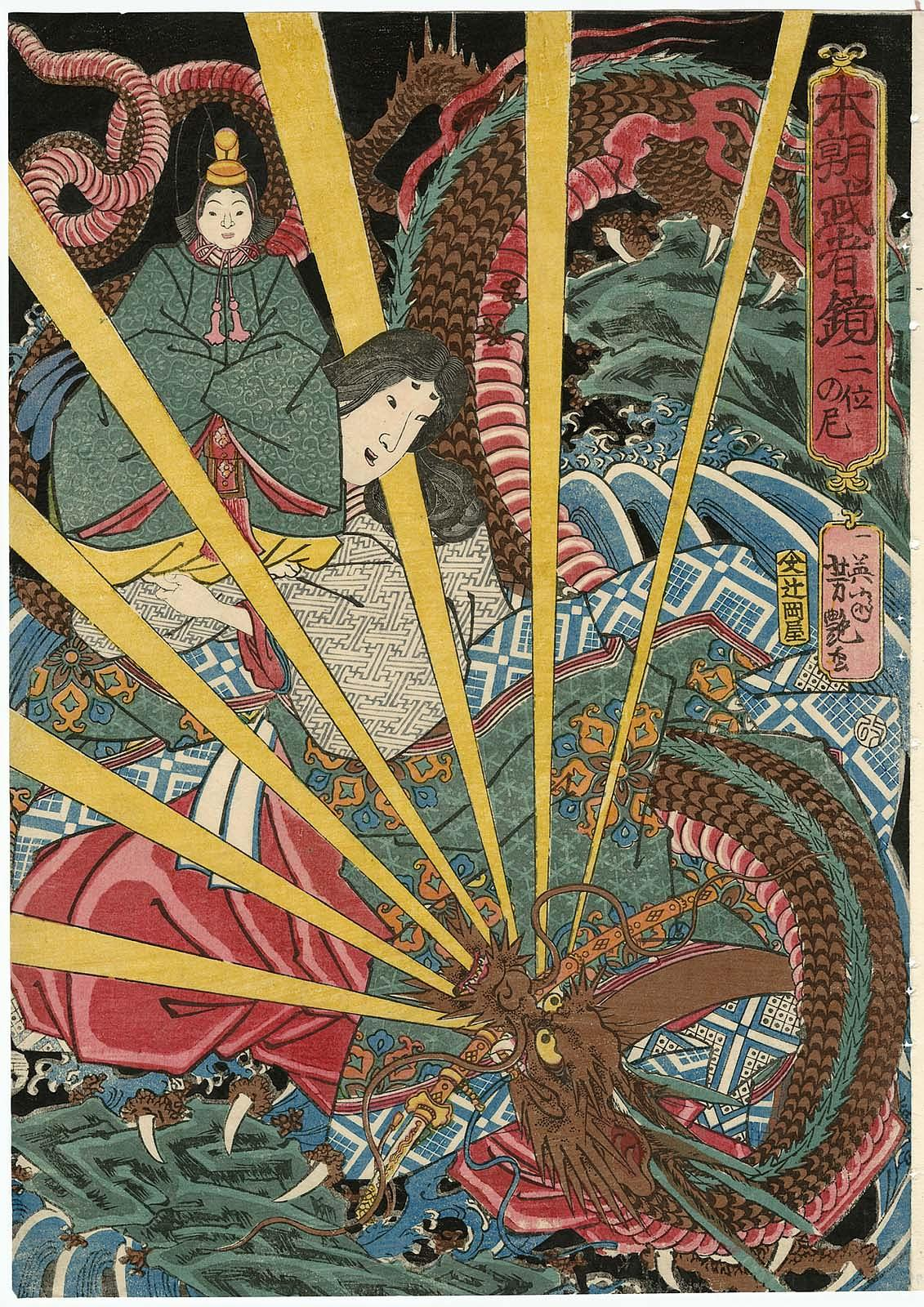
The Fiery Dragon (Japan)
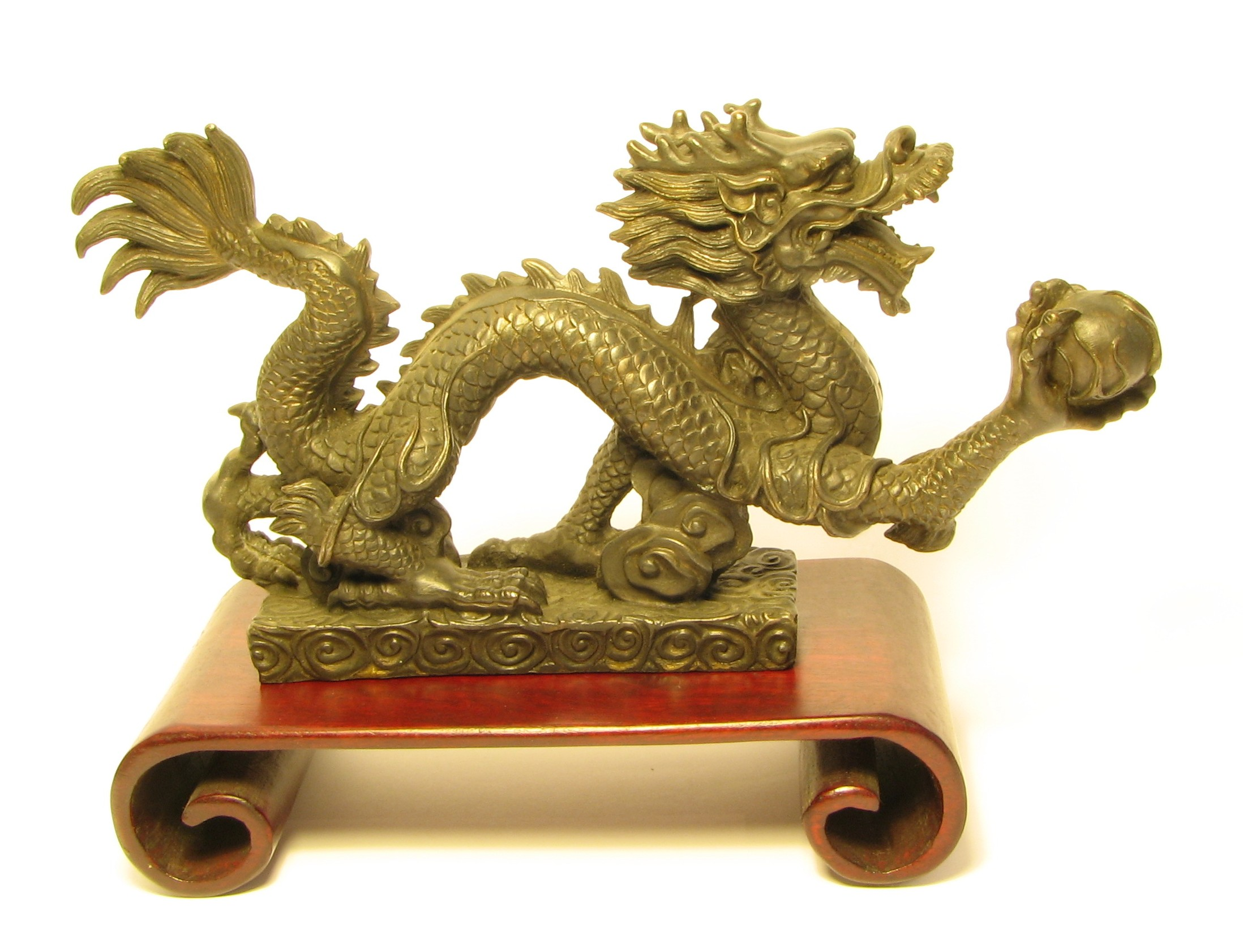
Aziatische draak
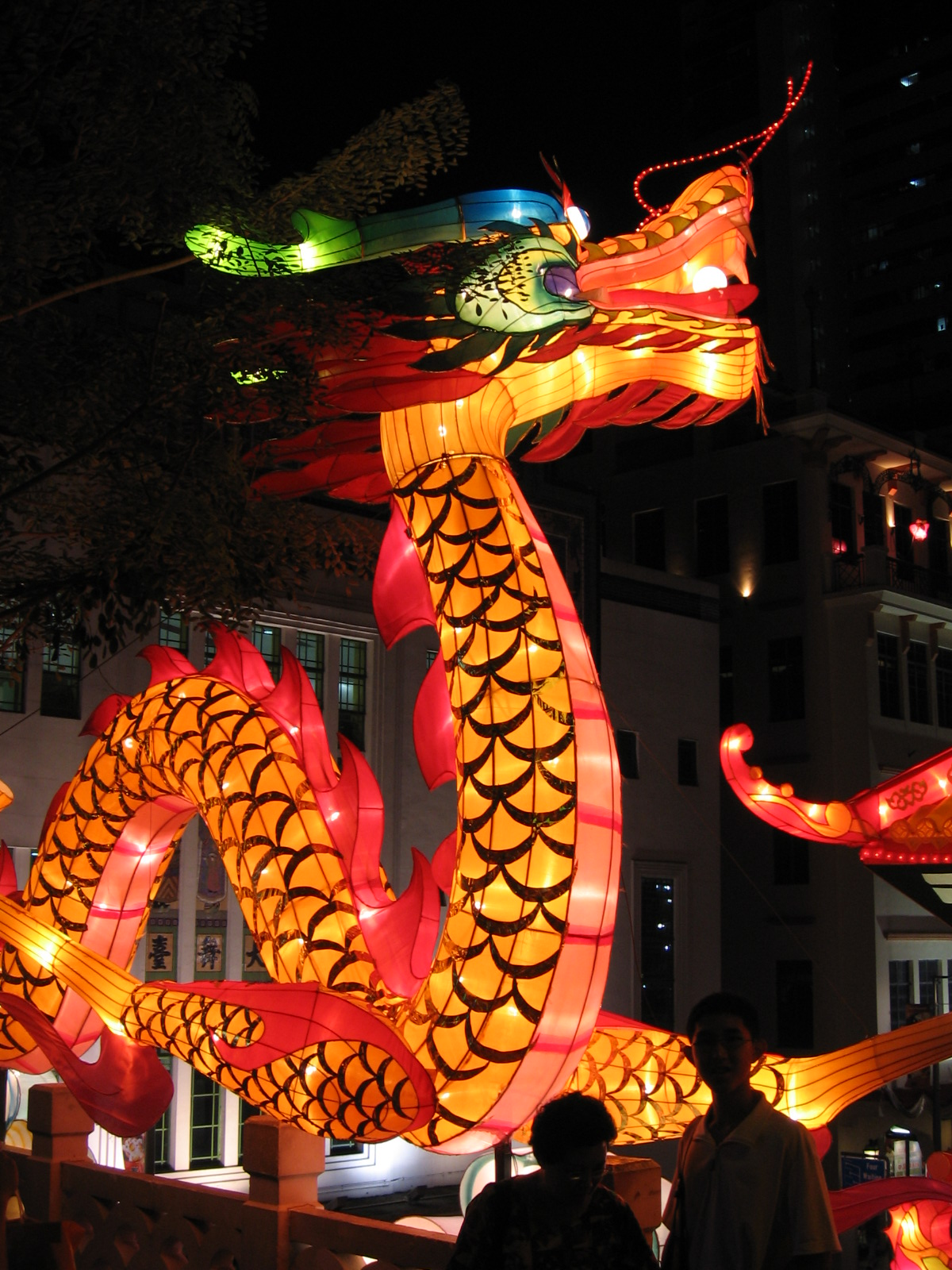
Midherfstfestival of Maanfeest, Singapore
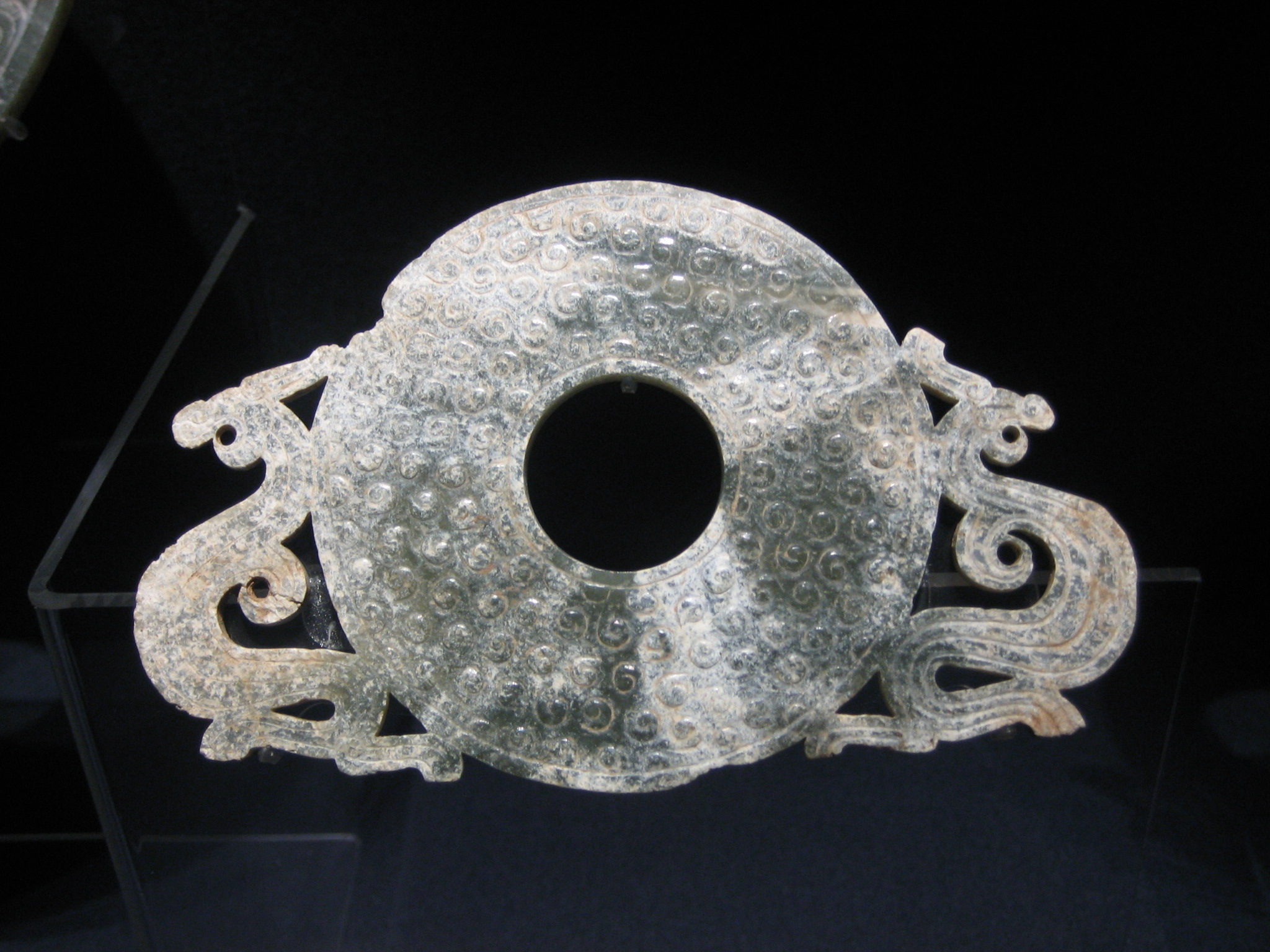
Draken met graanmotief
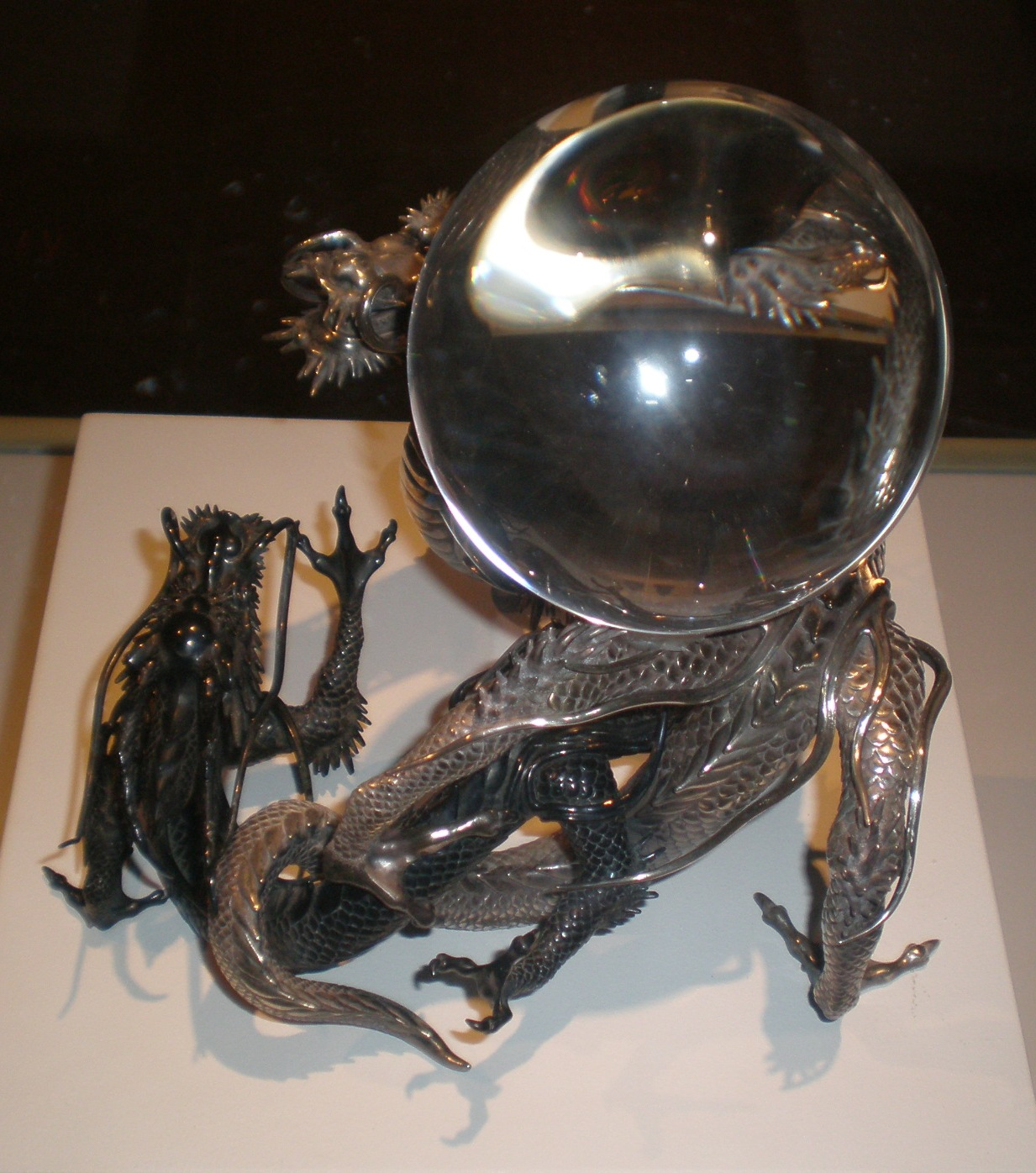
Twee draken met kristallen bol
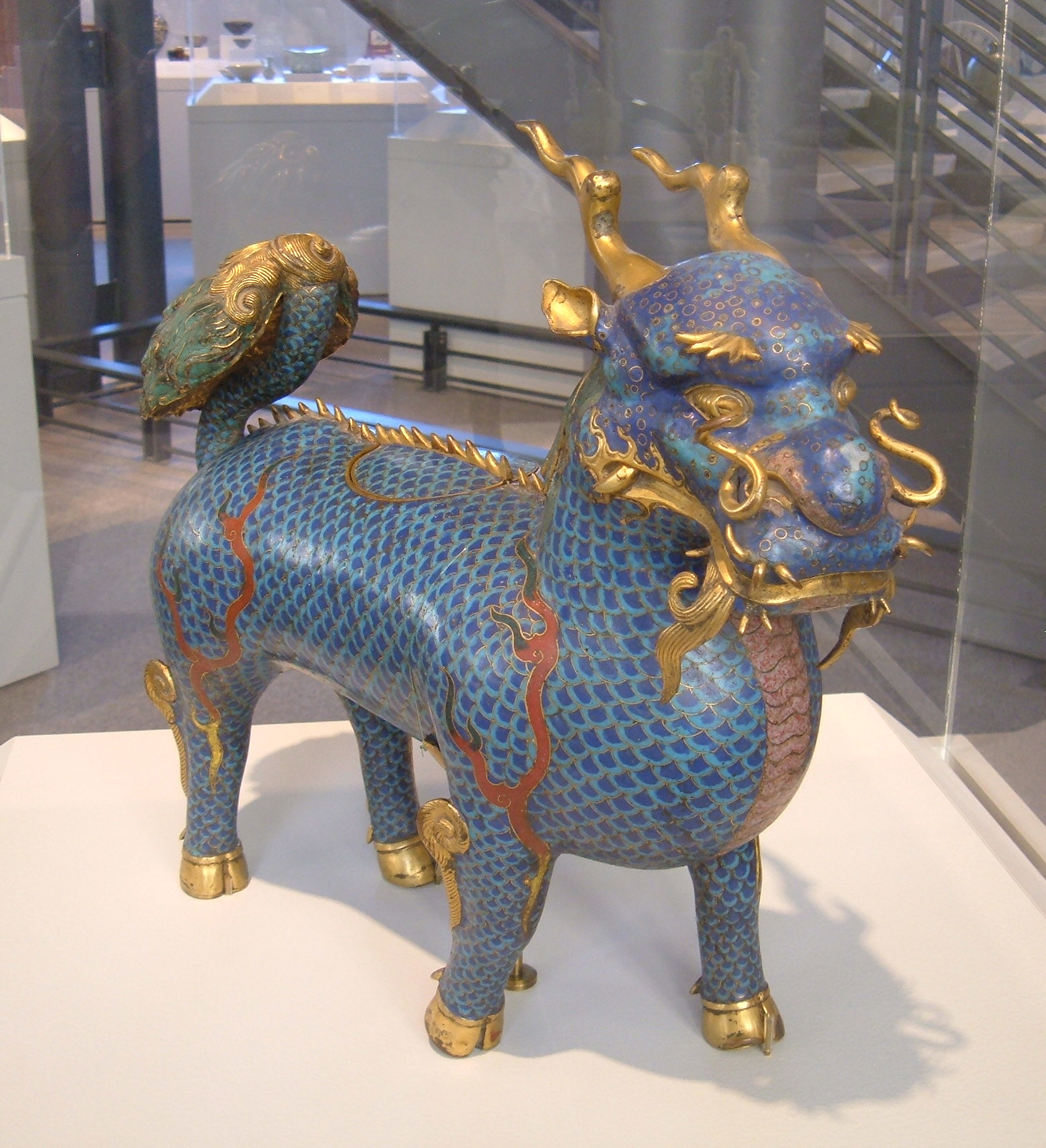
Wierookbrander
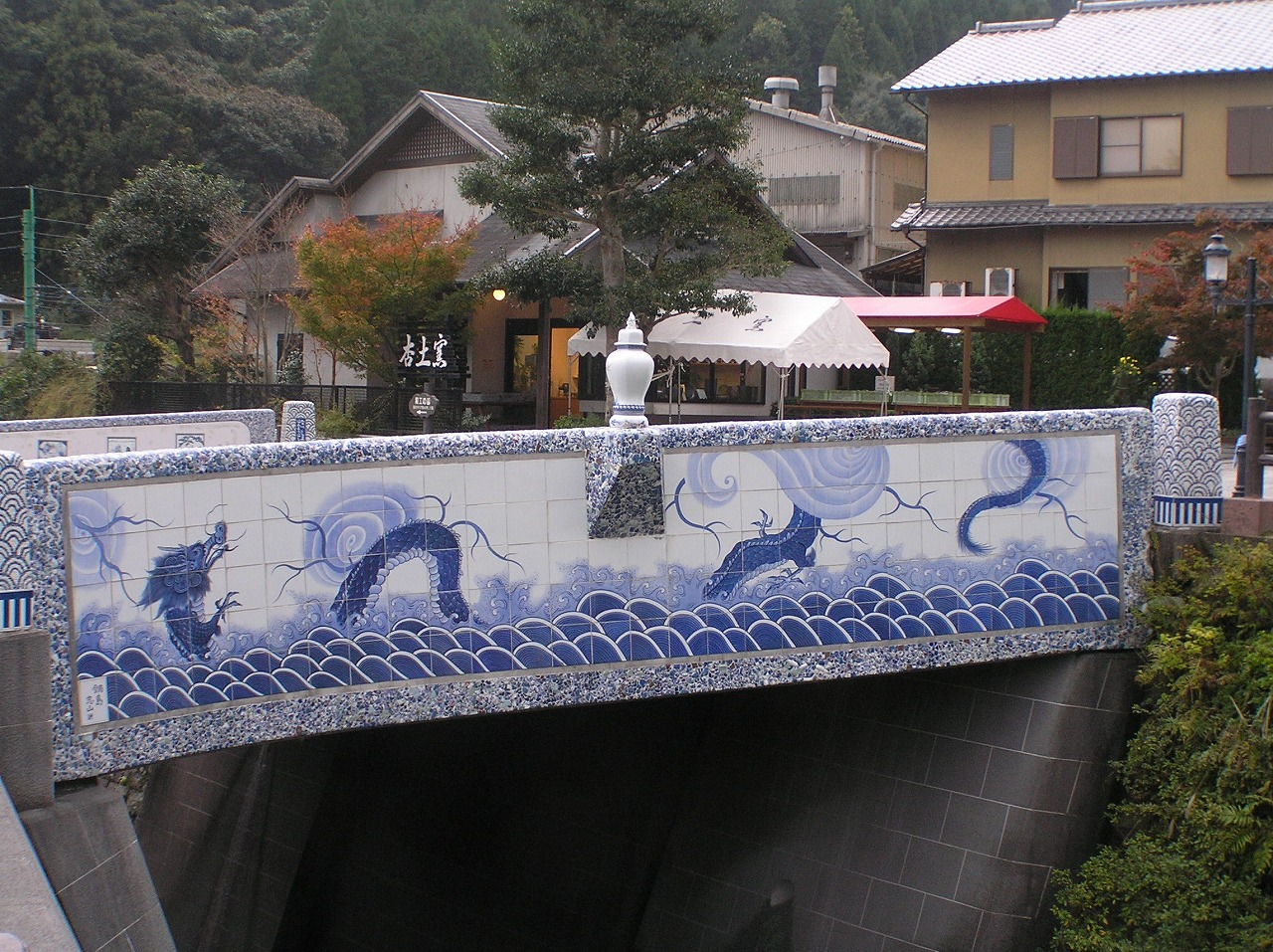
Een brug in Japan
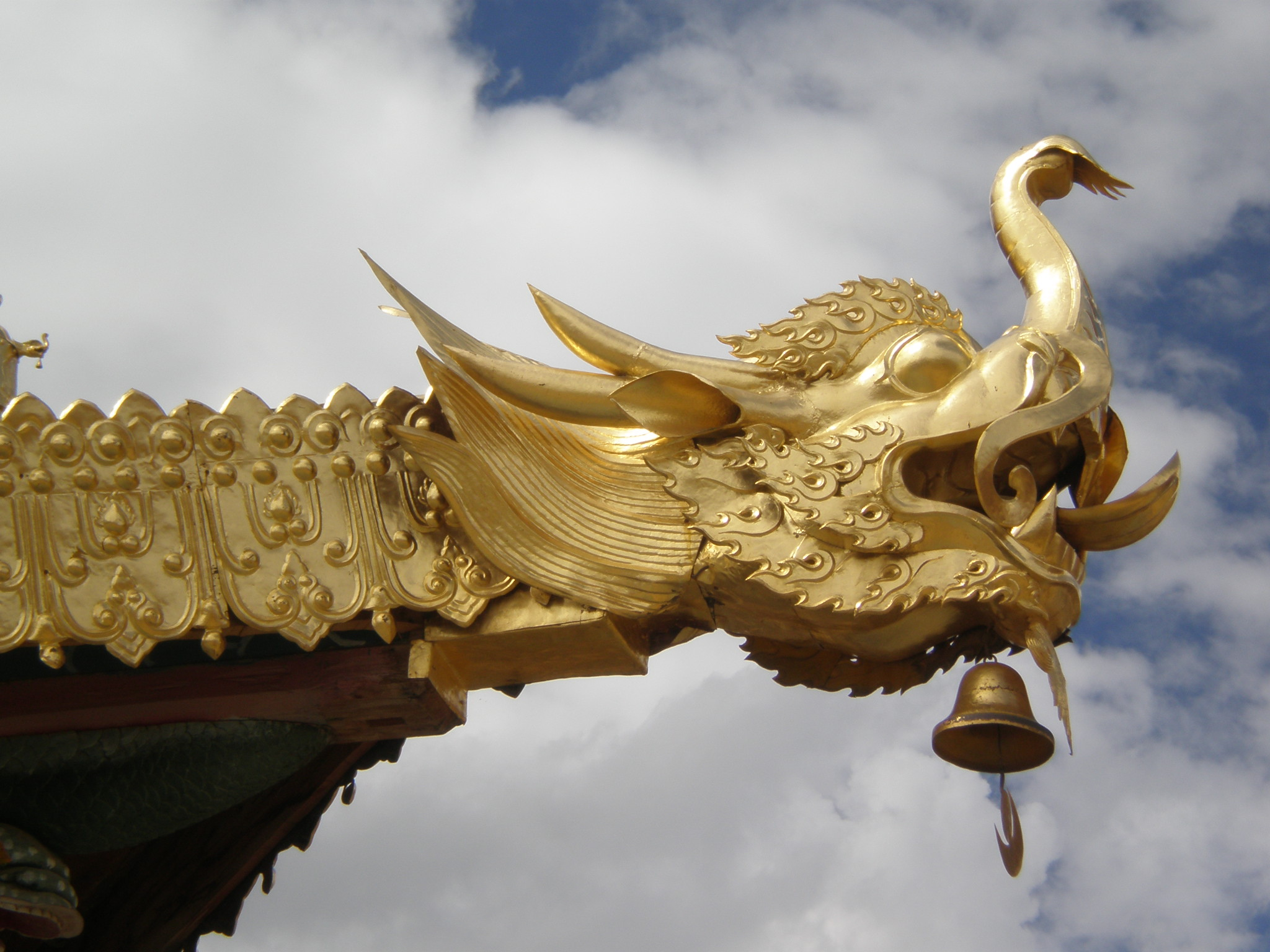
Draak bij Songzanlin klooster
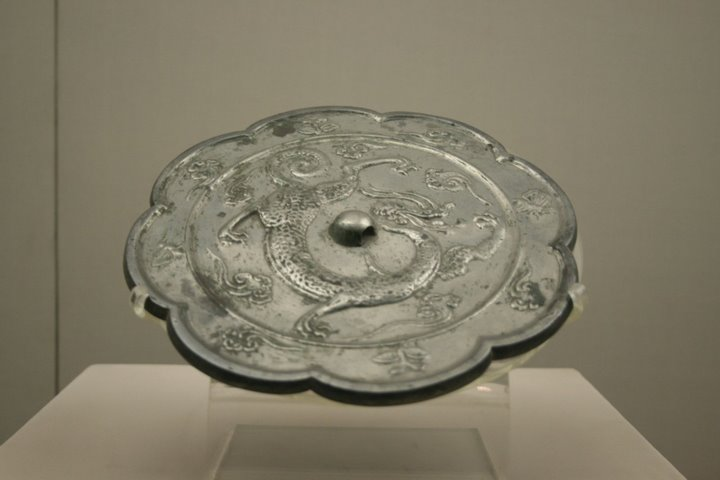
Bronzen spiegel uit de Tang-dynastie
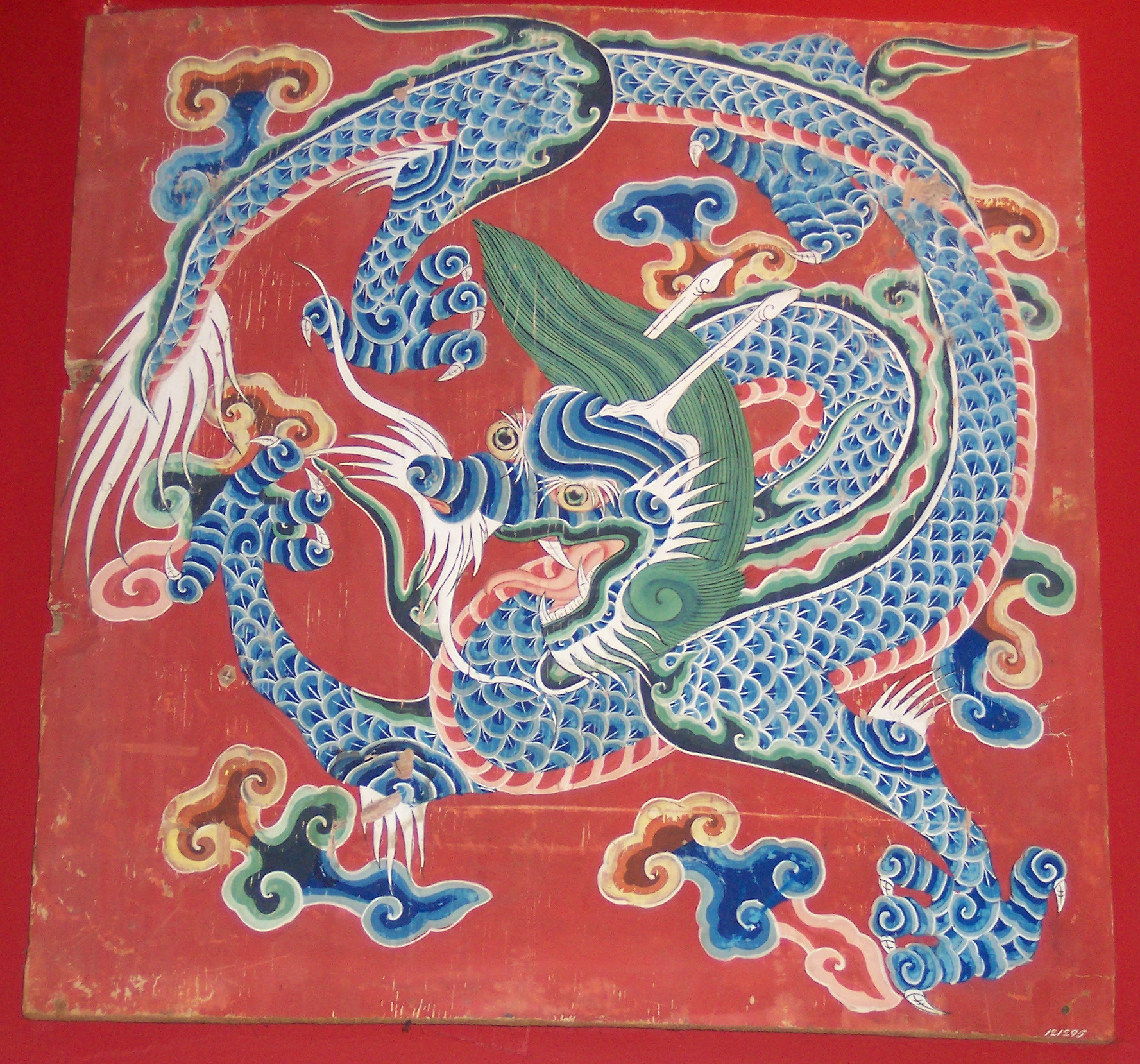
Tibetaanse draak
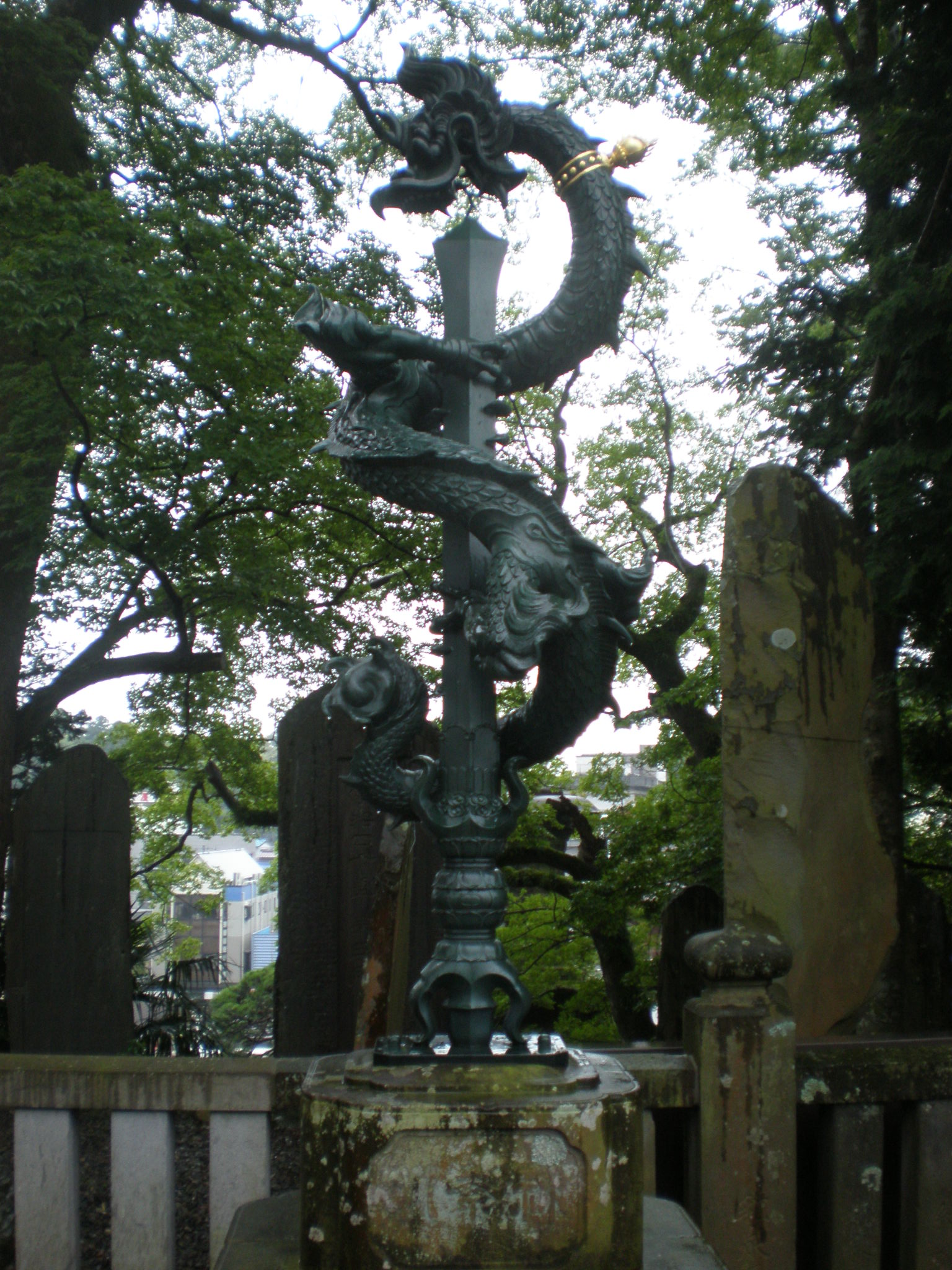
Zwaard en draak bij de Narita-san-tempel, Japan

## Afrika
De Pygmeeën fluisterden over wezens, half draak en half olifant, die plots uit het water opdoken, de mokele-mbembe.
Zie ook de Draak van India en Ethiopië.

## Amerika

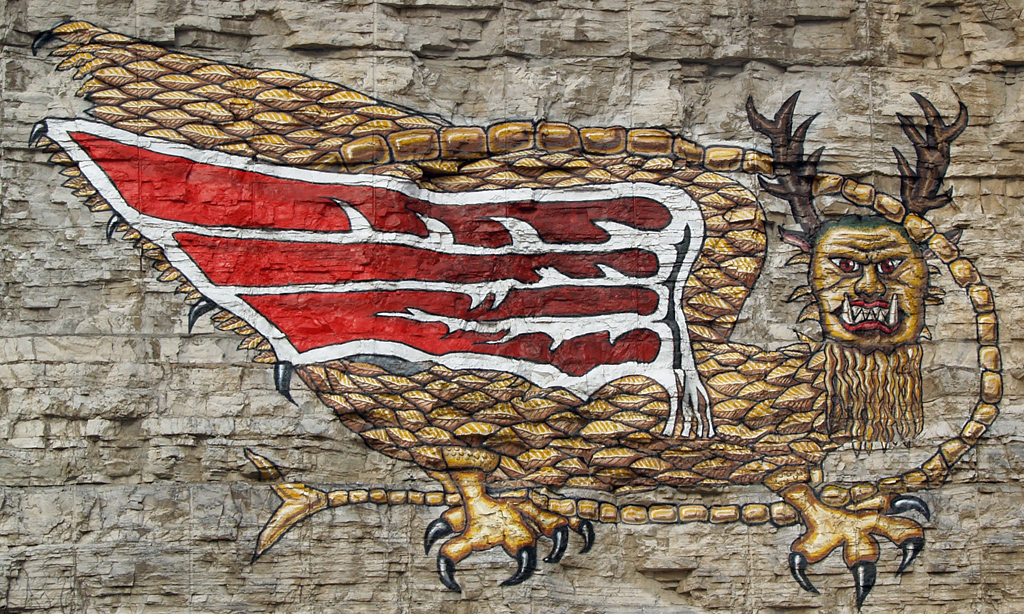
Piasa

De Piasa is een fabeldier dat zou leven langs de Mississippi in Noord-Amerika. Het is een draak die de Algonquinsprekende volkeren de “mensenetende vogel” noemen.
De Didibri-Draken is een volksverhaal uit Suriname.

## Overig
In de Hettitische mythologie is Illuyankas een draak, zie ook Lilwanis. In de Perzische mythologie is Azhi Dahaka bekend, hij wordt wel beschreven als een driekoppig, draakachtig monster.
In de soefi-literatuur schrijft Roemi in zijn Masnavi (III: 976–1066; V: 120) dat de draak de zinnelijke ziel (nafs), hebzucht en lust symboliseert, die in een geestelijke strijd moeten worden overwonnen.

## Astrologie en sterrenbeeld

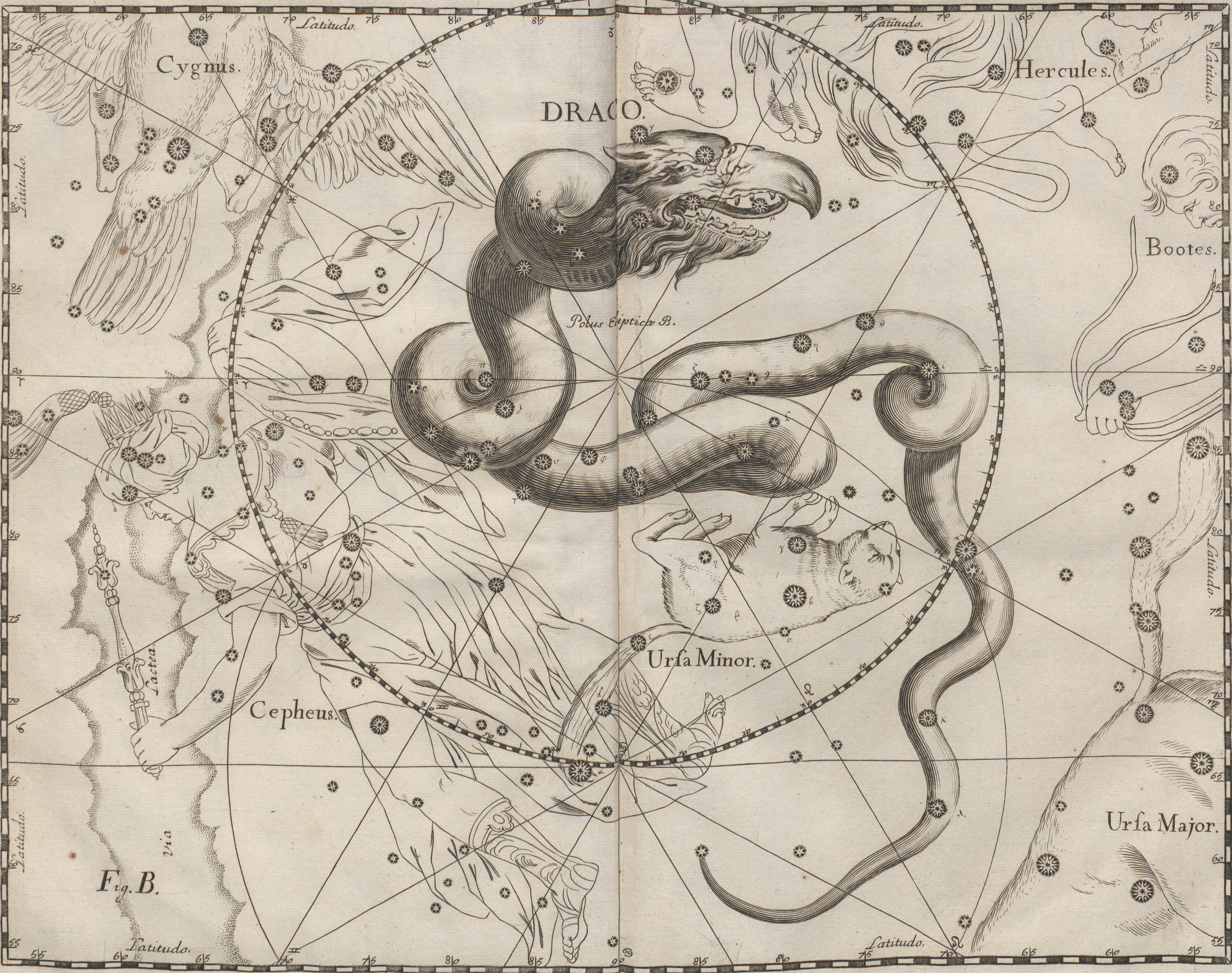
Draco op een afbeelding uit 1690

De draak of draco is ook een sterrenbeeld.
In de Chinese astrologie is de draak het vijfde teken in de twaalfjarige cyclus.

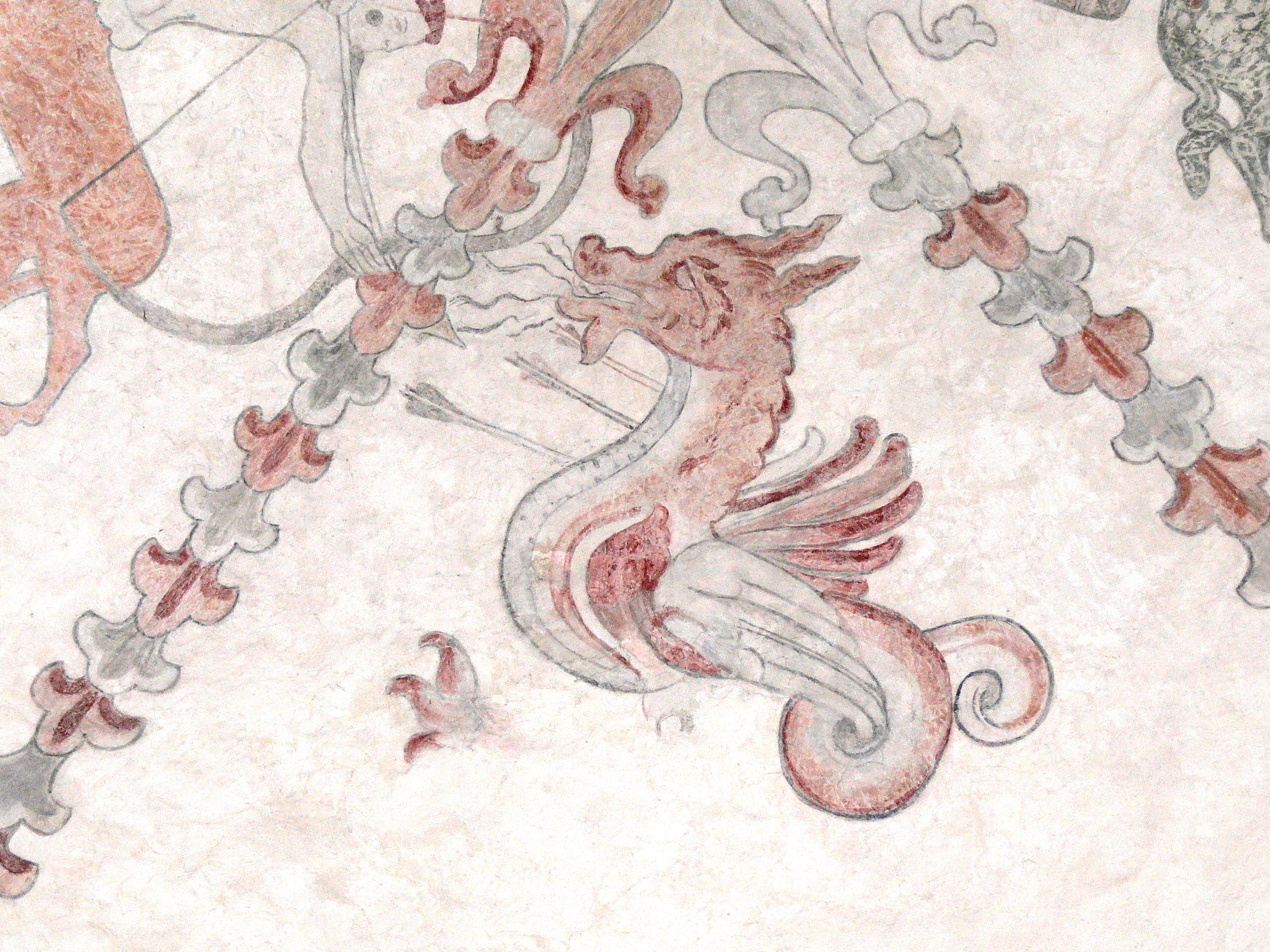
Plafondtekening (sterrenbeelden) in Gotland
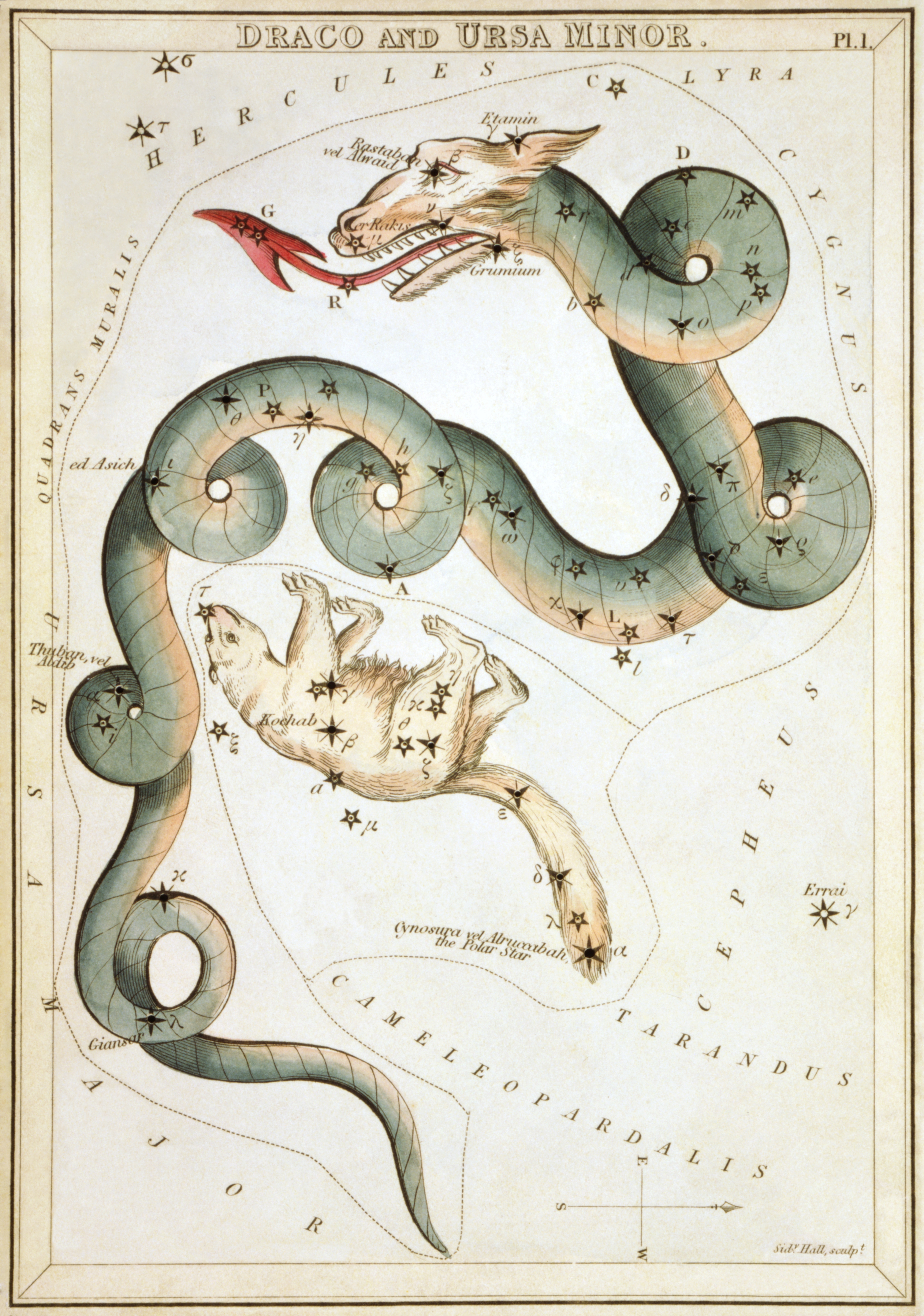
Draco en Ursa Minor, 1825
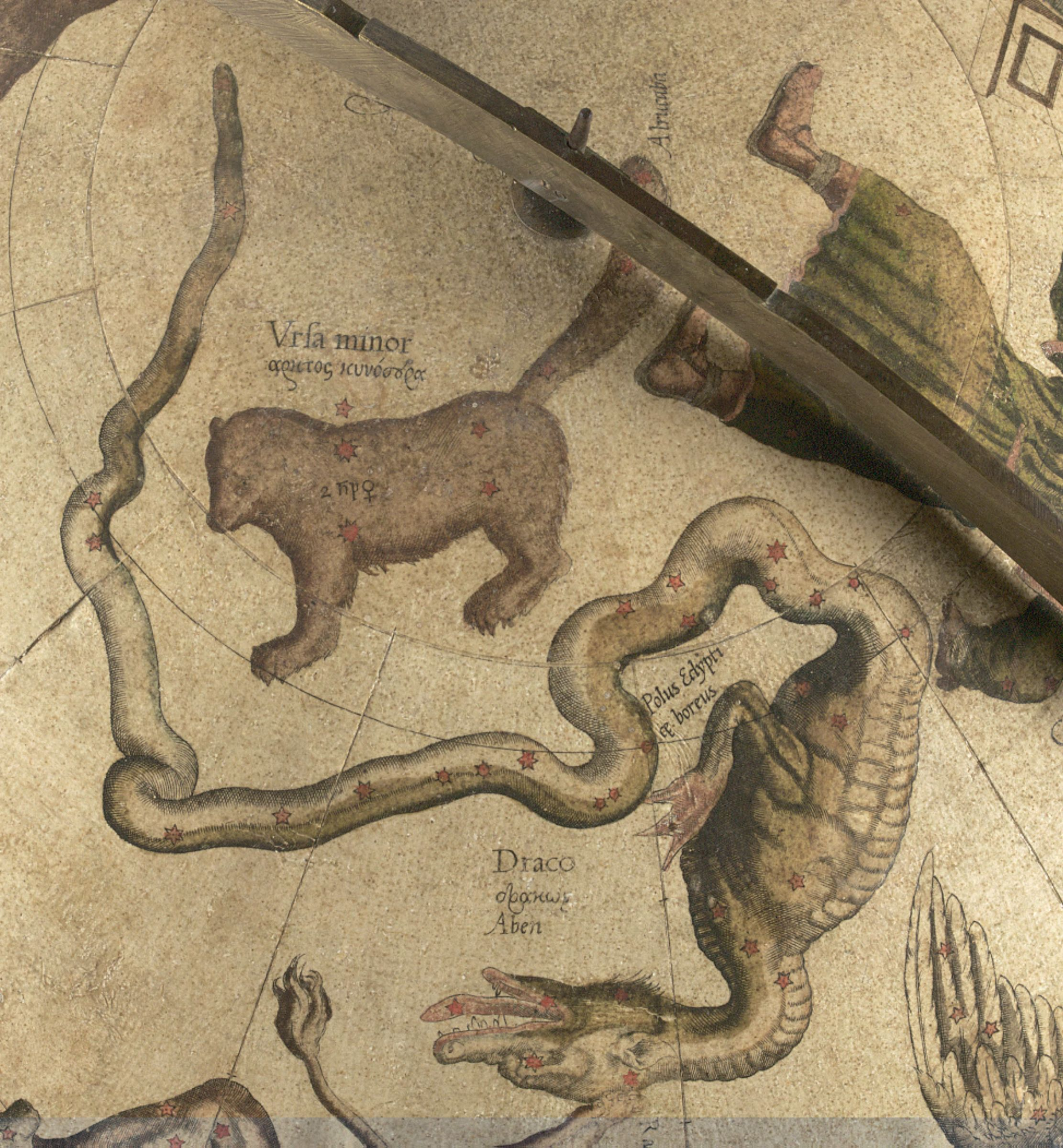
Draco, 1551
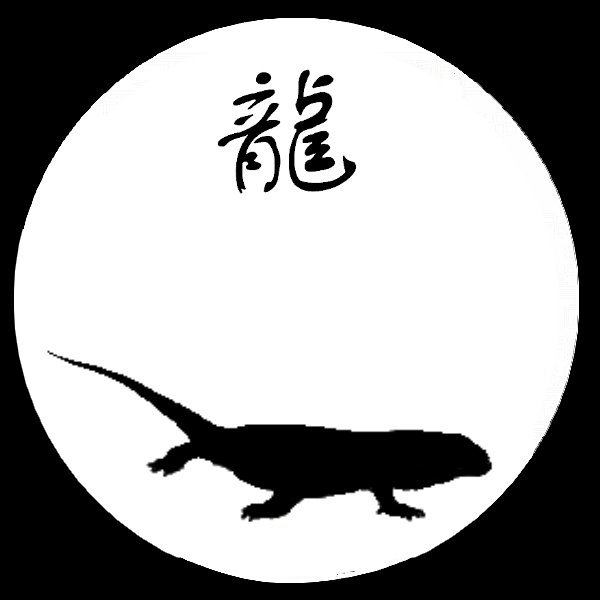
Draak in de Chinese astrologie

## Draken in hedendaagse cultuur

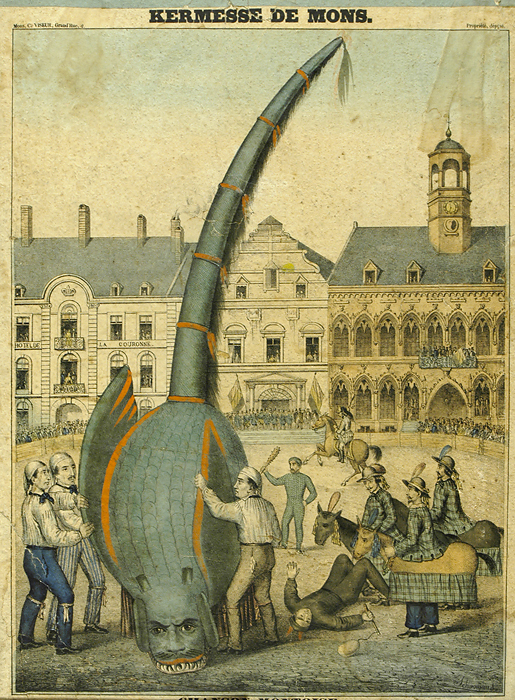
Draaksteken (zie ook doudou) in Mons (België), gravure uit de negentiende eeuw

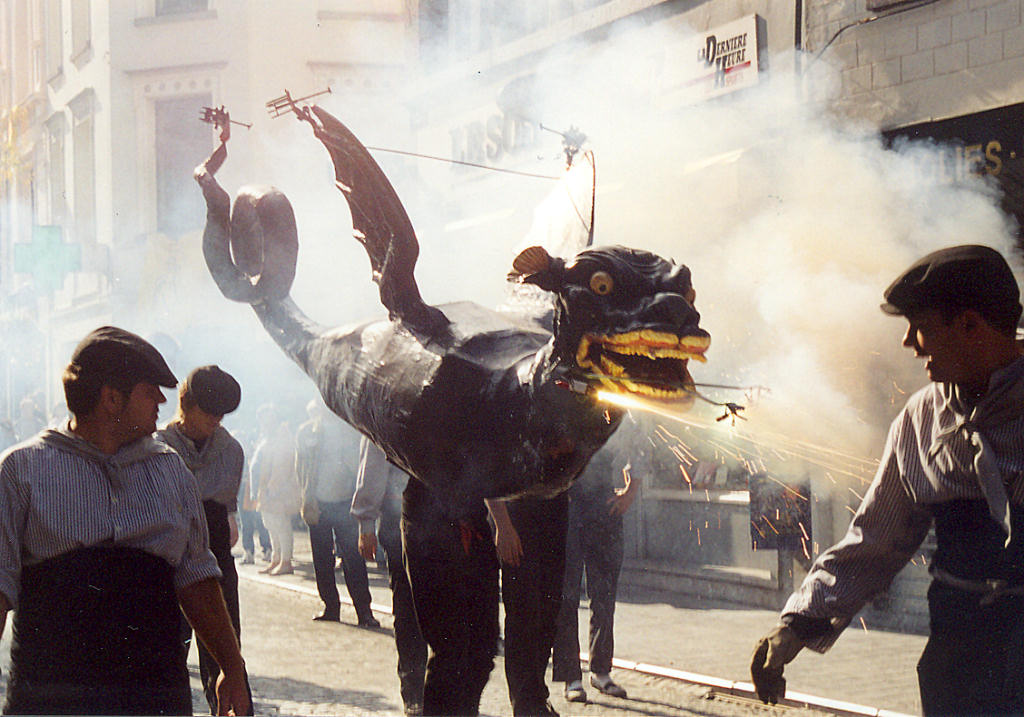
Folklore (Drac) in Catalonië

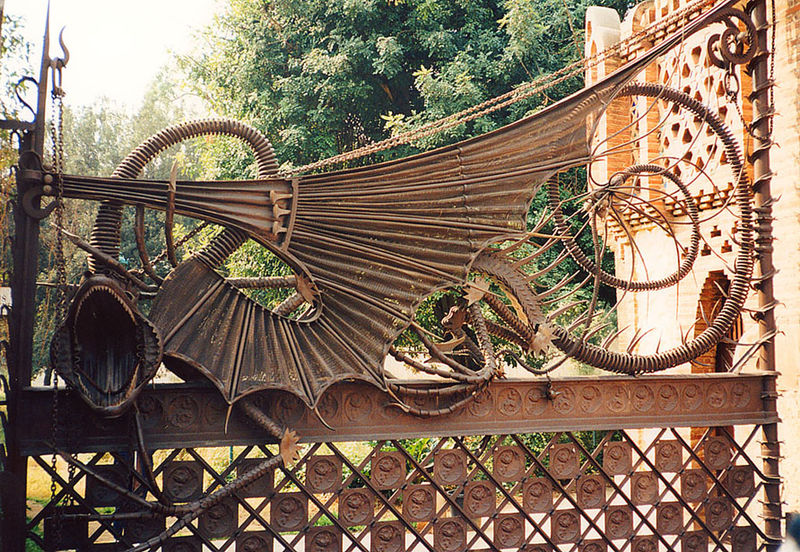
Finca Güell van Antoni Gaudí, Barcelona

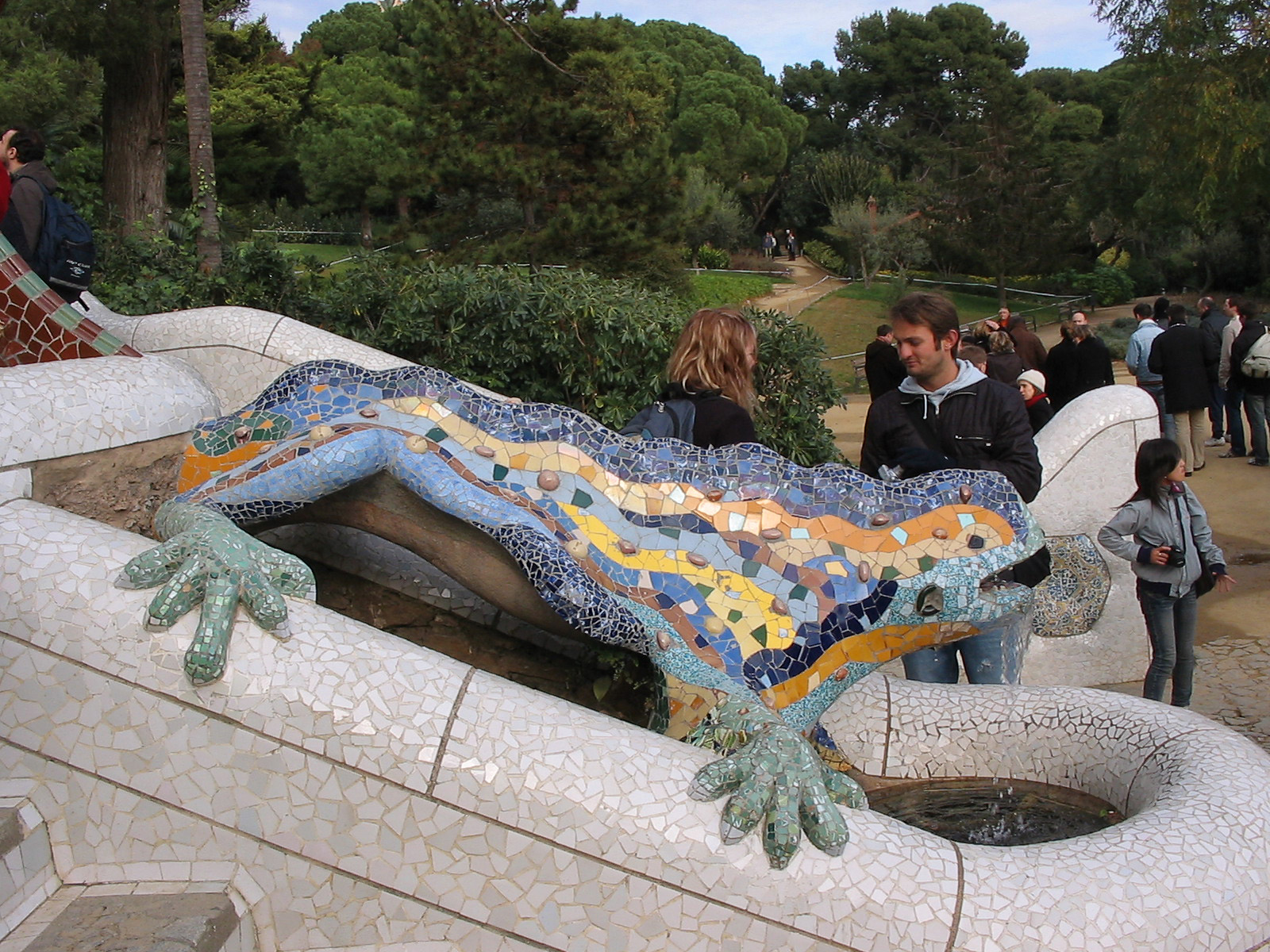
Draak in Parc Guell

### Volksverhalen
In sprookjes spelen draken ook een rol, bijvoorbeeld De draak met de zeven koppen. Zie ook Slangensprookje; padden of slangen bewaken een schat. Ze zijn verwant aan draken en andere mythologische wezens. In Het aardmanneke komen drie veelkoppige draken voor. In een Friese sage komen ook draken voor, zie Rodeklif en Kreil. Pulau Nusa is een volksverhaal uit Indonesië.

### Volksfeesten
De legende van Sint Joris en de draak wordt in het Limburgse Beesel, een keer in de zeven jaar uitgevoerd in een schouwspel genaamd het Draaksteken. Zie ook doudou
Bij festivals, zoals het Midherfstfestival, wordt een drakendans opgevoerd.

### Moderne cultuur
Draken worden veel gebruikt in fantasyboeken zoals de De Poort des Doods, Eragon, Temeraire of de Dragonlanceserie van Margaret Weis, boeken als de verhalen van Harry Potter en spellen zoals Warhammer.
In de wereld van J.R.R. Tolkien worden Ancalagon, Glaurung, Scatha en Smaug met name genoemd. Ook in de populaire boekenserie Het Lied van IJs en Vuur van George R. R. Martin spelen draken een grote rol. In veel spellen, met name in MMORPG's en fantasy-spellen, komen draken voor. Sommige spellen zijn zelfs volledig gebaseerd op draken, zoals Drakan, Drakengard, The Elder Scrolls V: Skyrim en de reeks The Witcher (boekenreeks).
Ook in films en series spelen draken een rol, bijvoorbeeld in
- Dragonheart
- The Neverending Story naar het boek Het oneindige verhaal
- Eragon
- Dragonslayer
- Reign of Fire
- Ring of the Nibelungs
- Peter en de Draak
- Koning van Katoren
- The Hobbit
- How to Train Your Dragon
- The Hobbit: The Desolation of Smaug
- Game of Thrones naar de boekenserie Het Lied van IJs en Vuur
- Harry Potter en de vuurbeker

Ook in strips spelen draken een rol, zoals in de De dartele draak, De ringelingschat en De schone slaper.
In de Efteling is Draak Lichtgeraakt te zien. Sinds 1 juli 2010 is in de Efteling ook een houten achtbaan te vinden met de naam Joris en de Draak.

## Trivia
- Moerasdraak was de bijnaam van 's-Hertogenbosch.
- Grote rafelvis is een kleine zeenaald die ook wel zeedraak wordt genoemd.
- Een lastig, onuitstaanbaar mens wordt ook wel een draak genoemd.